# Liste des œuvres présentées à la quatrième exposition des impressionnistes
Cet article recense les œuvres présentées lors de la quatrième exposition impressionniste, qui s'est tenue du 10 avril au 11 mai 1879. Rassemblant 16 artistes, la quatrième exposition impressionniste regroupe au moins 246 œuvres.

## Titres
Les titres des œuvres, ainsi que leur ordre, sont ceux donnés sur le catalogue de l'exposition. Ils peuvent différer de ceux qu'on leur donne aujourd'hui.
Par ailleurs, de façon quasi systématique, les noms des personnes ne sont indiqués que par leurs initiales.

## Liste

### Marie Bracquemond
Marie Bracquemond présente deux œuvres :
- 1 : Les Muses des Arts (cartons préparatoires ayant servi pour la fabrication d'un panneau de faïence ; propriété de Charles Edward Haviland)
- 2 : plat de faïence (peinture mate)

### Félix Bracquemond
Félix Bracquemond présente quatre eaux-fortes :
- 3 : Au Jardin d'acclimatation
- 4 : Une nuée d'orage
- 5 : Une terrasse de Sèvres
- 6 : Une vue du Pont des Saints-Pères

### Gustave Caillebotte
Gustave Caillebotte présente au moins vingt-cinq œuvres : seize tableaux, trois panneaux et six pastels sont mentionnés sur le catalogue de l'exposition.
- Tableaux :
  - 7 : Canotiers (hu) (collection particulière[2])
  - 8 : Partie de bateau (musée d'Orsay[3])
  - 9 : Périssoires (Milwaukee Art Museum[4],[5])
  - 10 : Périssoires (National Gallery of Art[4],[6])
  - 11 : Vue de toits (appartient à A. Cassabois[7])
  - 12 : Vue de toits (Effet de neige) (appartient à M. K..., probablement Caillebotte lui-même[8] ; musée d'Orsay[8])
  - 13 : Canotier ramenant sa périssoire (musée des Beaux-Arts de Virginie[9],[10])
  - 14 : Rue Halévy, vue d'un sixième étage (appartient à Paul Hugot ; collection particulière[11])
  - 15 : Portrait de M. F...
  - 16 : Portrait de M. G... (Richard Gallo, ami du peintre ; collection particulière[12])
  - 17 : Portrait de M. D... (Édouard Dessommes, ami du peintre ; collection particulière[13])
  - 18 : Portrait de M. E. D... (Eugène Daufresne, grand-cousin du peintre ; collection particulière[14])
  - 19 : Portrait de M. R... (avk) (collection particulière[15])
  - 20 : Portrait de Mme C... (Mme Charles Caillebotte, tante du peintre ; collection particulière[16])
  - 21 : Portrait de Mme B... (avk) (Mme Boissière, amie de la famille ; musée des Beaux-Arts de Houston[17],[18])
  - 22 : Portrait de Mme H... (collection particulière[19])
- Panneaux décoratifs (huiles sur toile) :
  - 23 : Pêche à la ligne (collection particulière[20])
  - 24 : Baigneurs (collection particulière[21])
  - 25 : Périssoires (musée des Beaux-Arts de Rennes[21],[22])
- Pastels :
  - 26 : Baigneurs (appartient à Georges Mayer ; musée des Beaux-Arts d'Agen[23])
  - 27 : Canotiers (collection particulière[24])
  - 28 : Vallée de l'Yerres (appartient à Ernest May ; collection particulière[25])
  - 29 : Potager (collection particulière[2])
  - 30 : Rivière d'Yerres (appartient à M. K...)
  - 31 : Prairie (collection particulière[26])

Il semble que Caillebotte expose d'autres œuvres en plus de celles figurant au catalogue : dans l'édition de juin 1879 de la revue L'Artiste, Bertall écrit par exemple que Caillebotte expose en tout trente cinq tableaux. Les caricatures et critiques de l'époque permettent d'identifier Les Orangers (musée des Beaux-Arts de Houston,), La Place Saint-Augustin, temps brumeux (avk) (collection particulière) et Le Veau et la Chèvre(localisation inconnue).

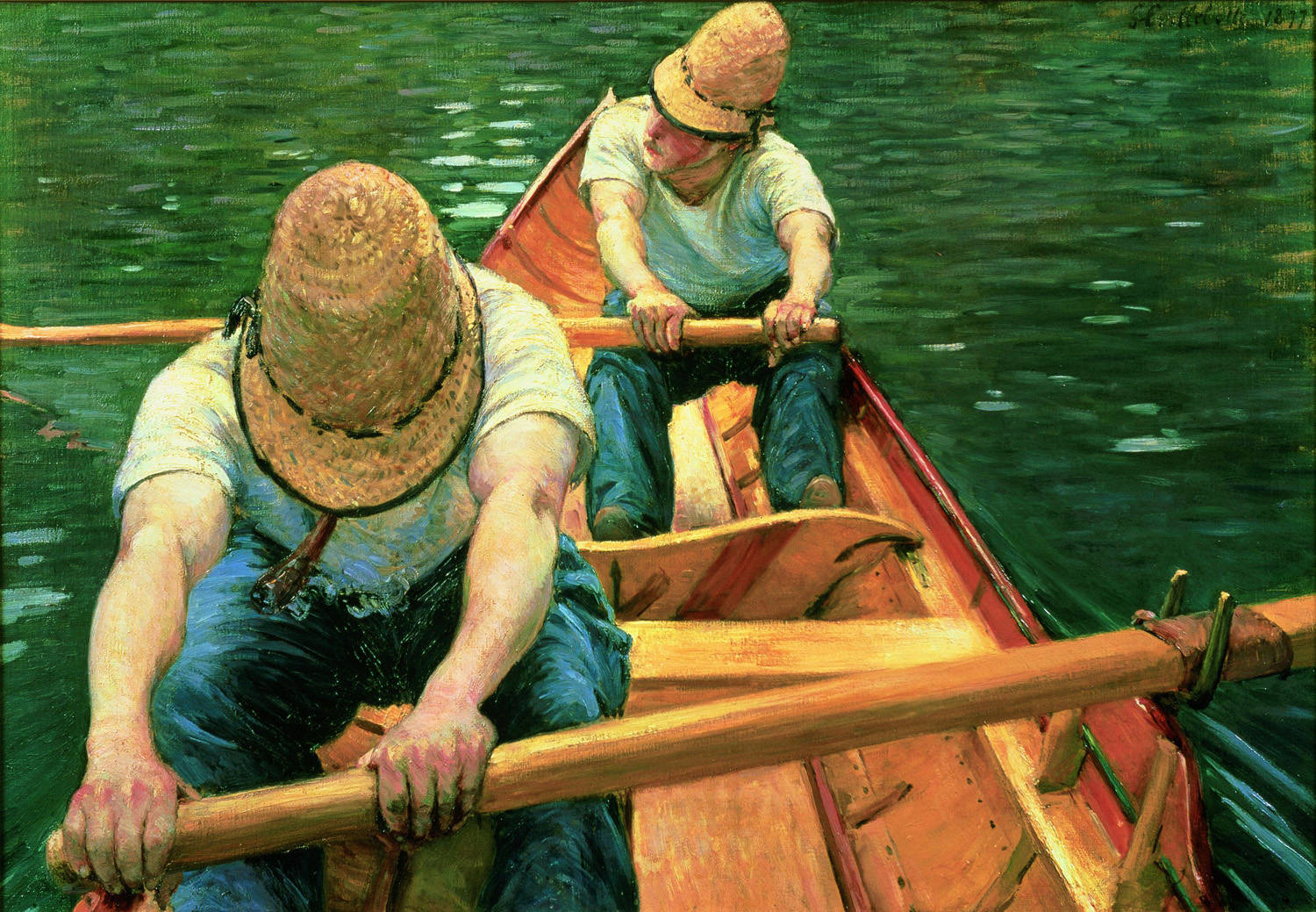
7 : Canotiers (hu)
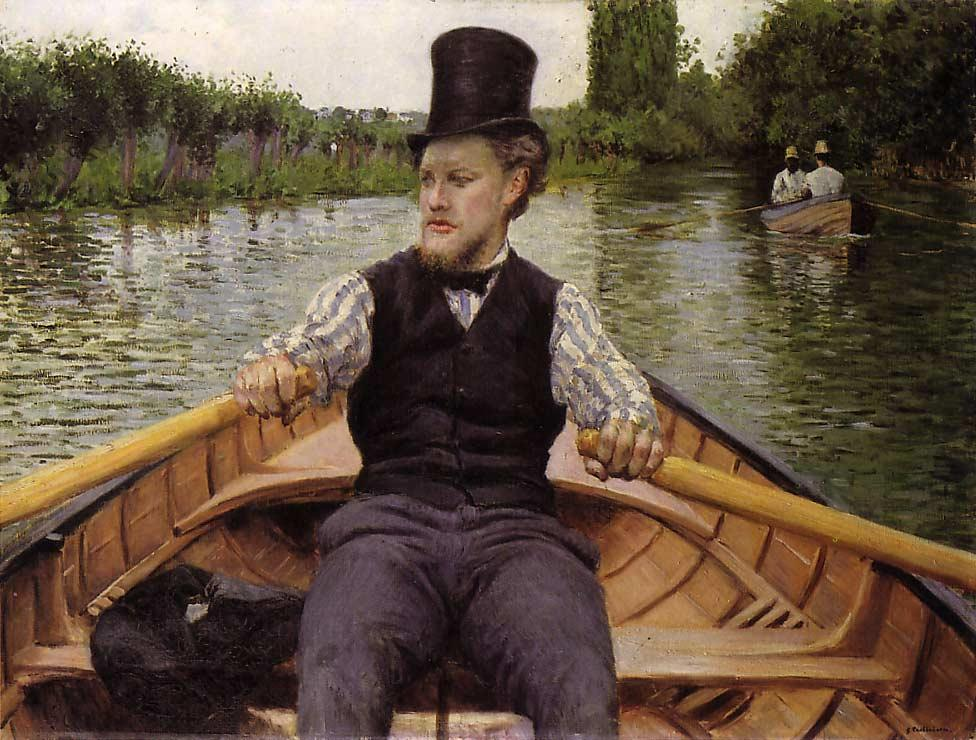
8 : Partie de bateau
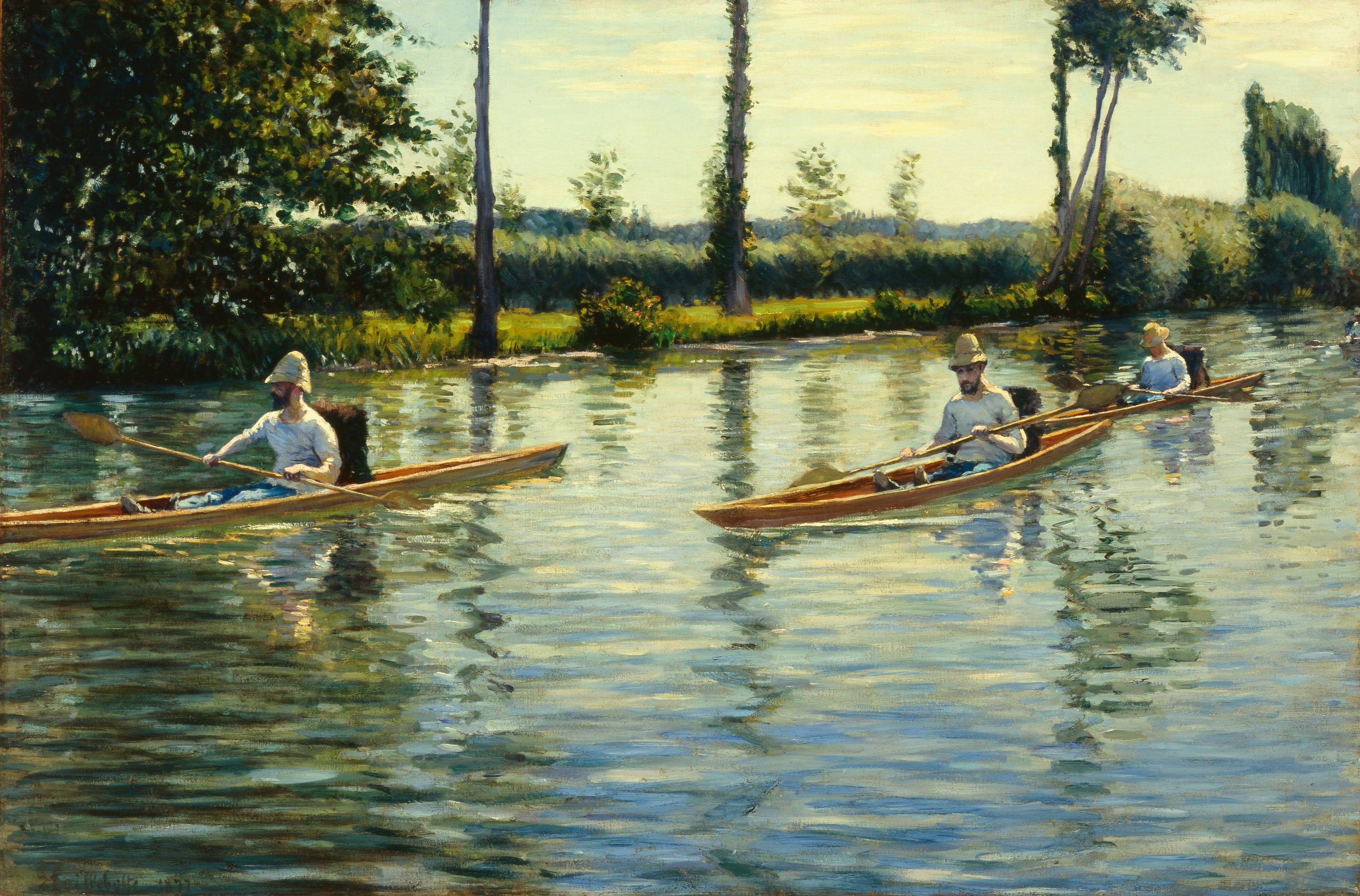
9 : Périssoires
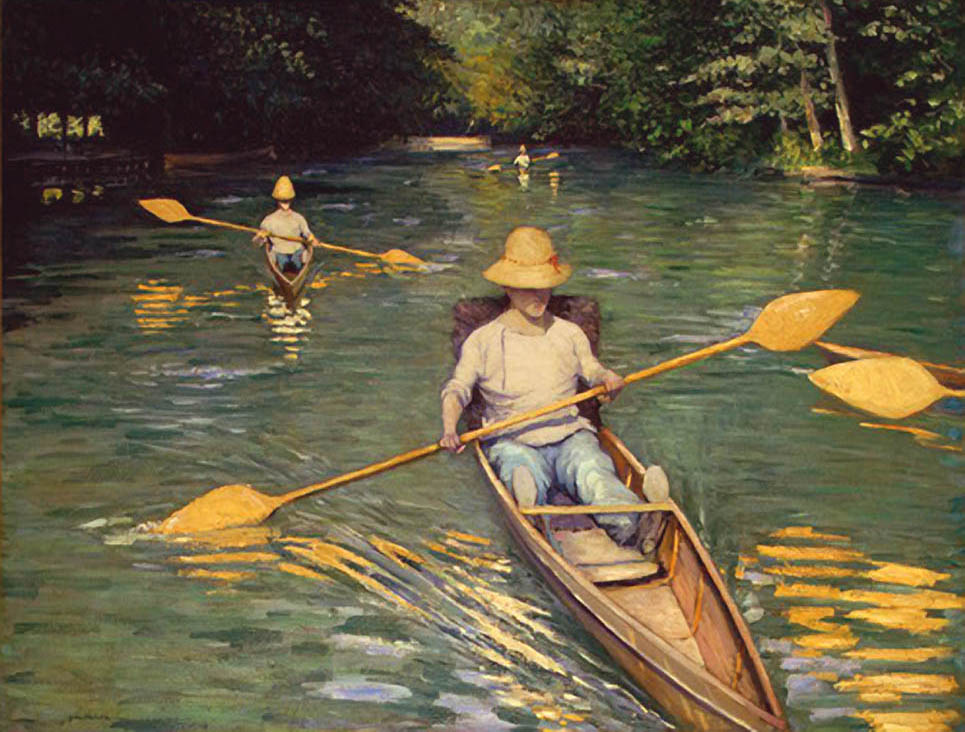
10 : Périssoires
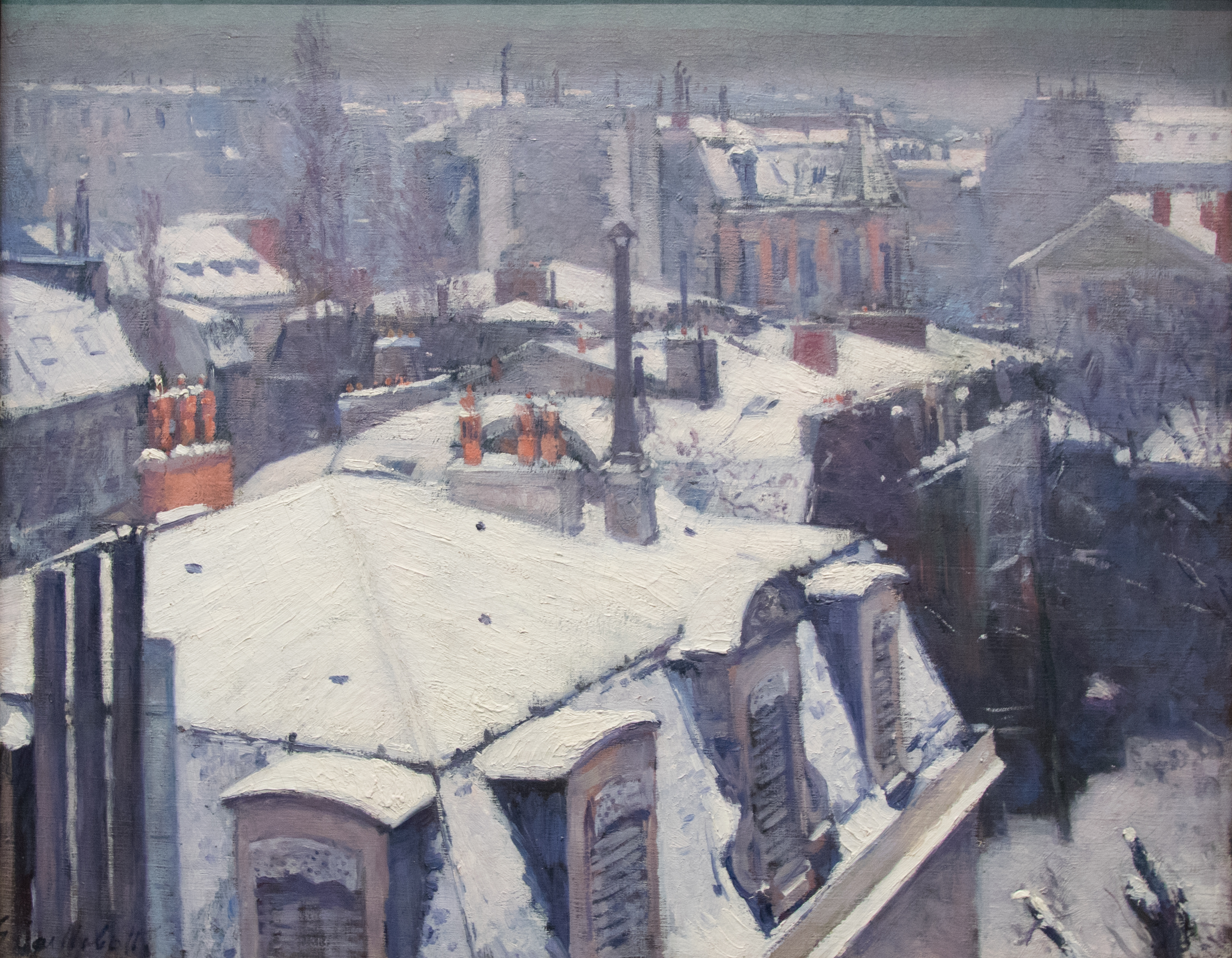
12 : Vue de toits (Effet de neige)
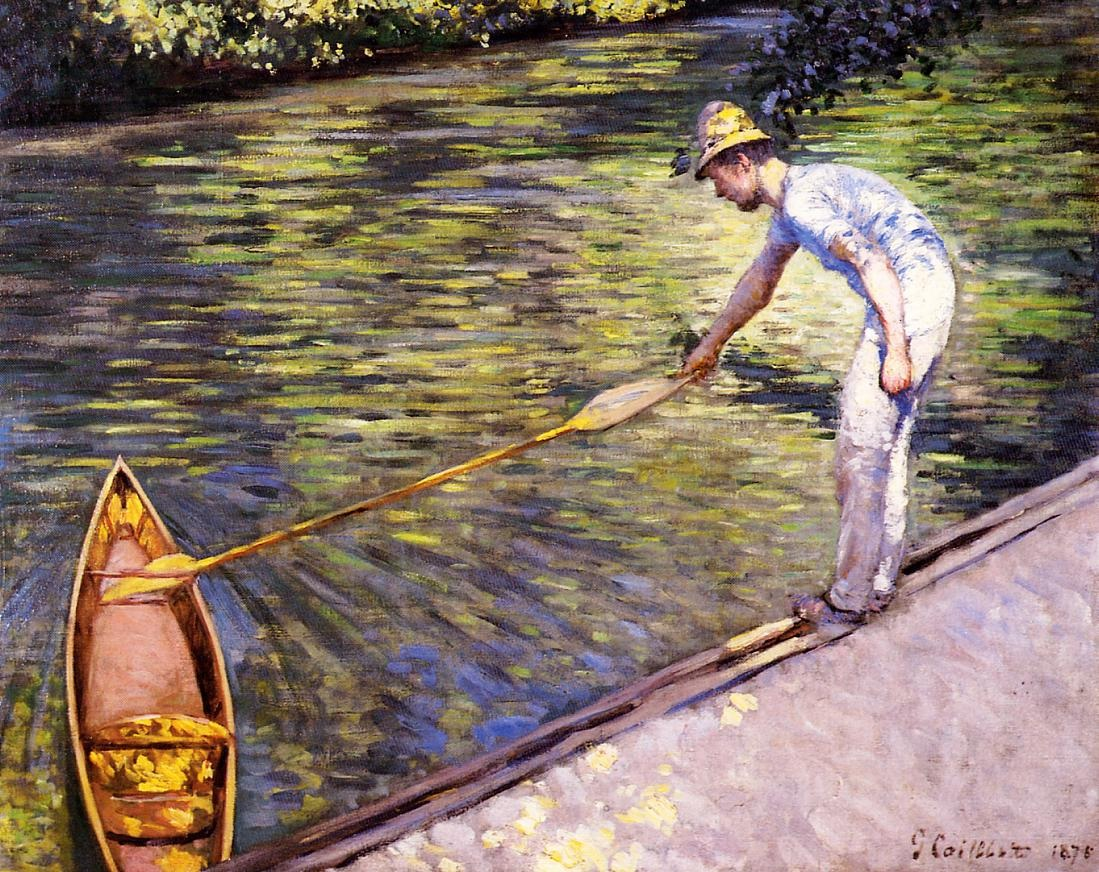
13 : Canotier ramenant sa périssoire
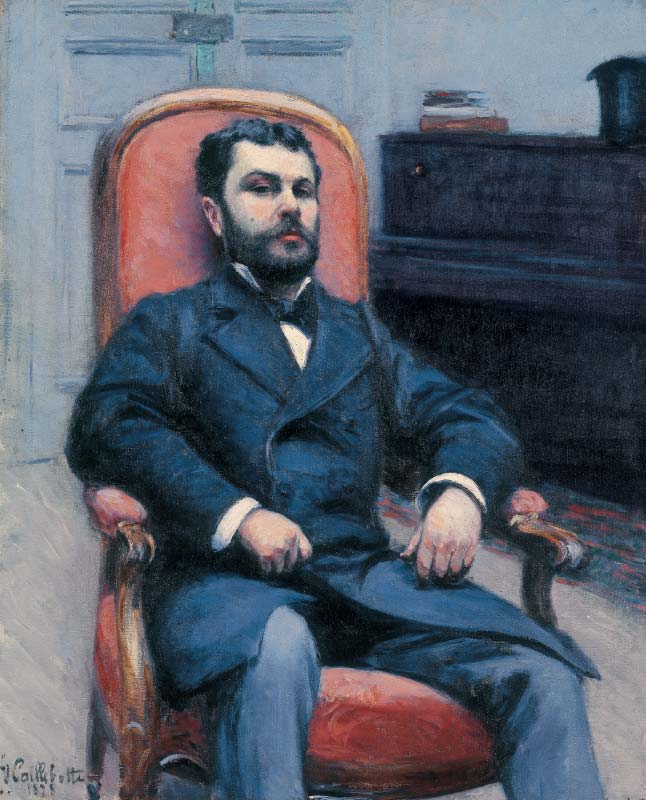
16 : Portrait de M. G...
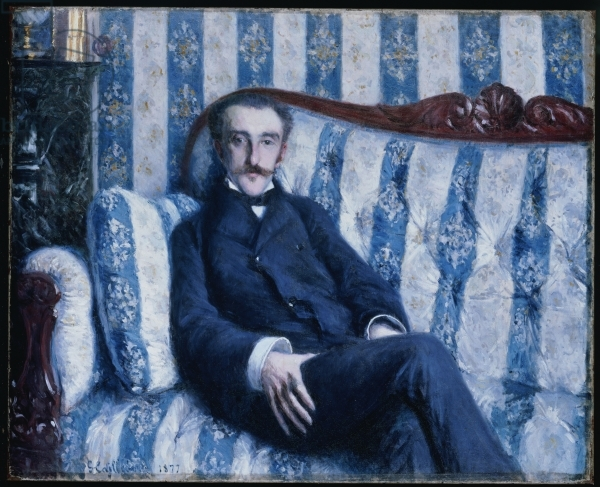
19 : Portrait de M. R... (avk)
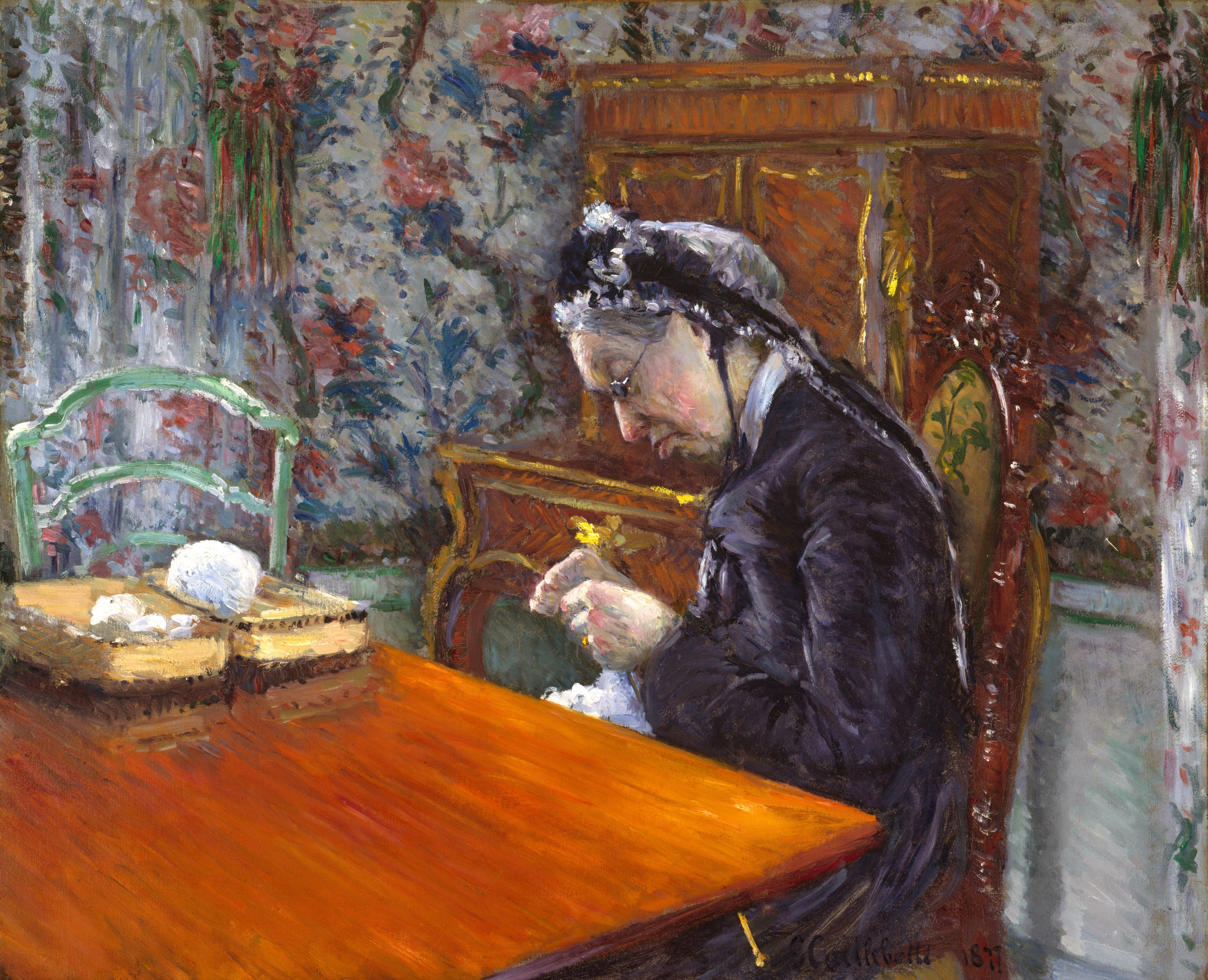
21 : Portrait de Mme B... (avk)
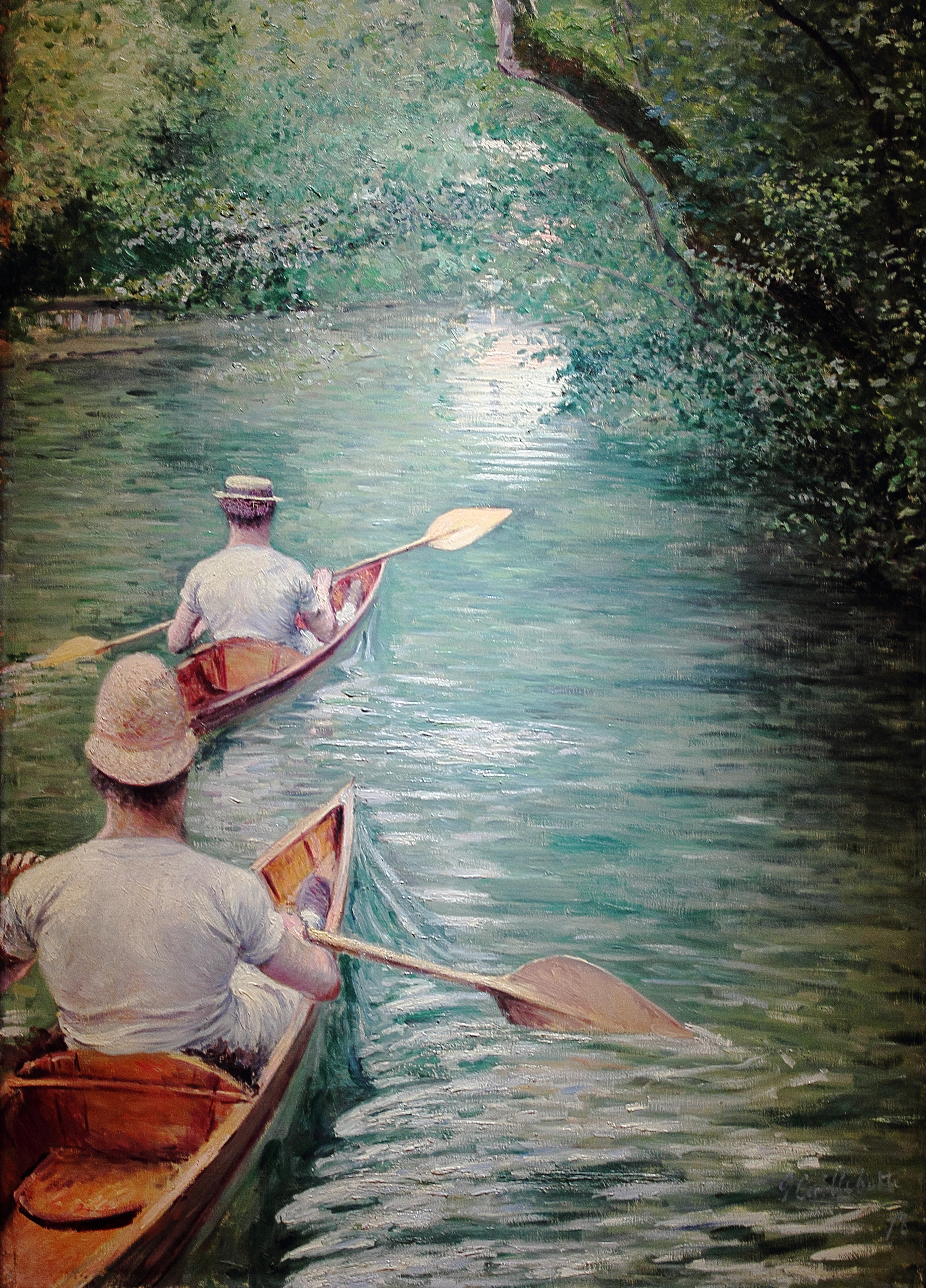
25 : Périssoires
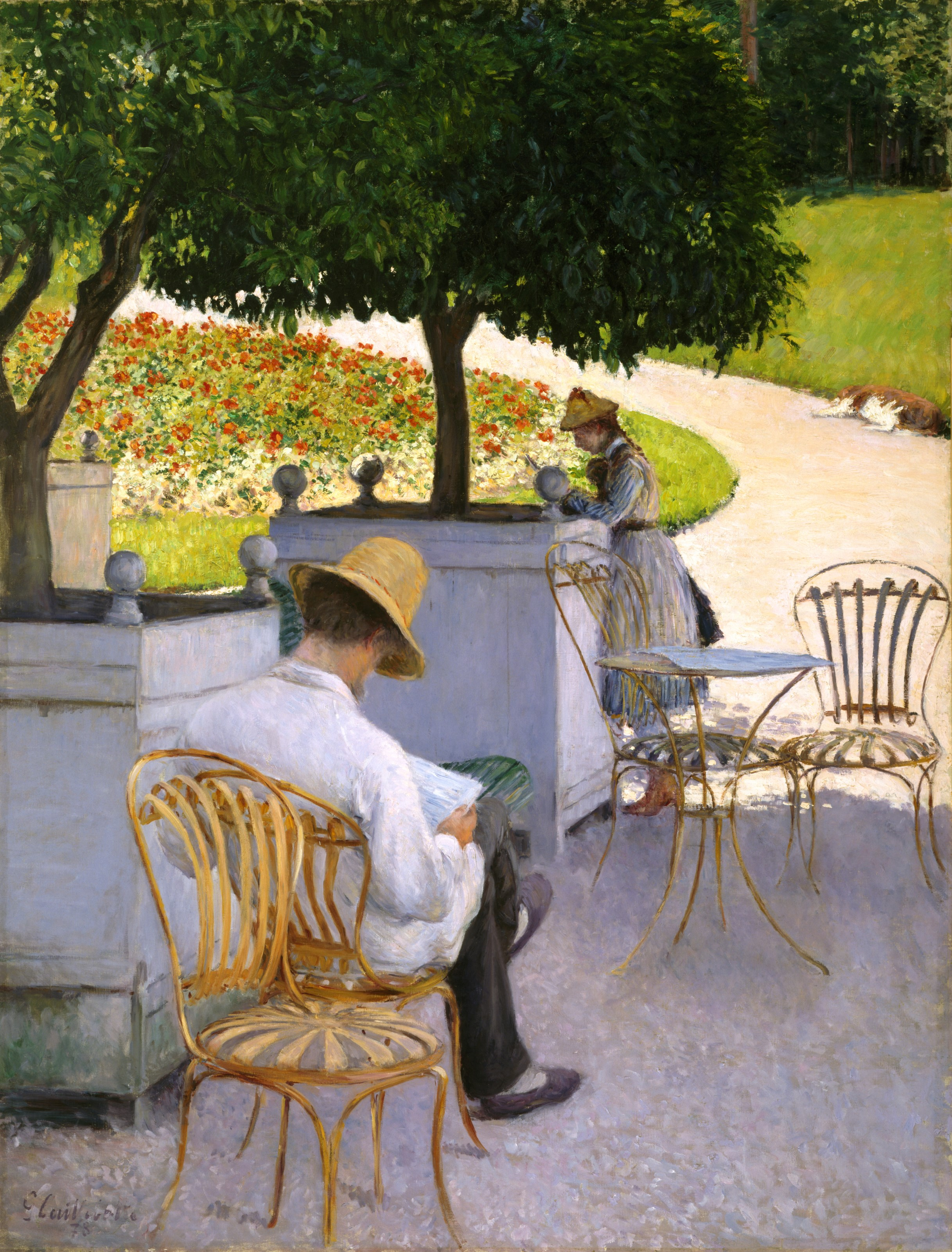
Hors catalogue : Les Orangers
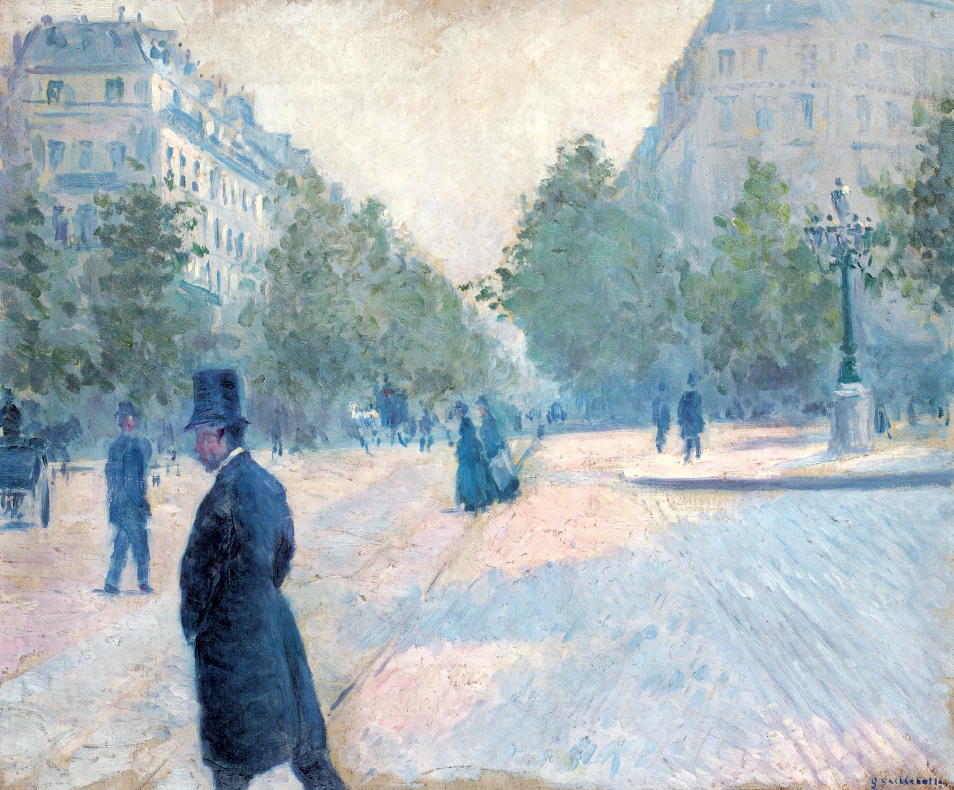
Hors catalogue : La Place Saint-Augustin, temps brumeux (avk)

### Adolphe-Félix Cals
Adolphe-Félix Cals présente 14 œuvres : 9 peintures et 5 dessins.
- Peintures :
  - 32 : L'Heureuse Mère
  - 33 : Soleil couchant
  - 34 : Étude. Tête de femme
  - 35 : Bassin à Honfleur
  - 36 : Ferme du Butin - Honfleur - Matinée de juin
  - 37 : Effet de neige - Honfleur
  - 38 : La Grand'mère (appartient à M. R...)
  - 39 : Jeune Femme avec son petit enfant (appartient à M. R...)
  - 40 : Portrait de M. M...
- Dessins :
  - 41 : Portrait de Mme A. R...
  - 42 : Le Dimanche à Saint-Siméon - Honfleur (appartient à Mme R...)
  - 43 : La Mère et les Enfants - Honfleur (appartient à Mme H.)
  - 44 : Le Coin du feu - Honfleur
  - 45 : La Mère Doudoux - Honfleur

### Mary Cassatt
Mary Cassatt présente 11 œuvres : sept peintures, trois pastels et une couleur
- Tableaux :
  - 46 : Portrait de M. C...
  - 47 : Portrait de petite fille
  - 48 : Étude de femme avec éventail
  - 49 : Femme dans une loge (Philadelphia Museum of Art[31])
  - 50 : Tête de jeune fille (appartient à M. R...)
  - 51 : Portrait de Mlle P...
  - 52 : Femme lisant
- Pastels :
  - 53 : Portrait de M. D...
  - 54 : Au théâtre
  - 55 : Au théâtre
- Couleur à la détrempe :
  - 56 : Dans un jardin

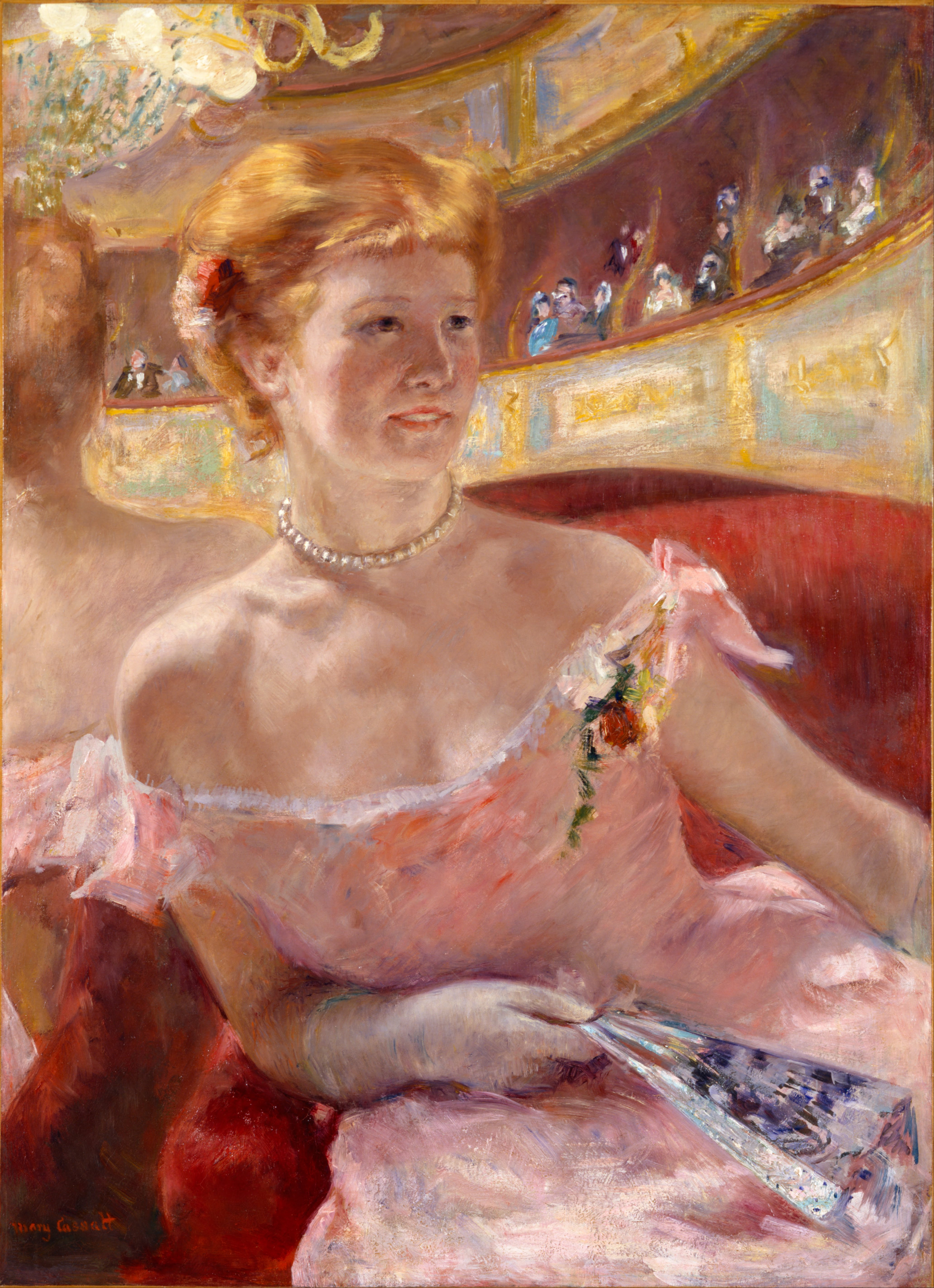
49 : Femme dans une loge

### Edgar Degas
Edgar Degas présente 25 oeuvres : vingt peintures, détrempes et pastels, et cinq éventails.
- Peintures et dessins :
  - 57 : Portrait de M. Diego Martelli (galerie nationale d'Écosse[32])
  - 58 : Portrait de M. Duranty (détrempe ; collection Burrell[33])
  - 59 : Portrait, après un bal costumé (détrempe ; Art Institute of Chicago[34],[35])
  - 60 : Portrait d'amis, sur la scène (pastel ; musée d'Orsay[36],[37])
  - 61 : Portraits, à la Bourse (appartient à Ernest May ; musée d'Orsay[38],[39] ; également présenté à la cinquième exposition en 1880)
  - 62 : Miss Lola, au Cirque Fernando (National Gallery[40],[41])
  - 63 : Chevaux de course (essence ; Barber Institute of Fine Arts[42],[43])
  - 64 : Blanchisseuse portant du linge en ville (esquisse à l'essence ; appartient à Coquelin cadet ; collection particulière[44])
  - 65 : École de danse (détrempe ; appartient à Ernest May ; Shelburne Museum[45])
  - 66 : École de danse (appartient à Henri Rouart ; The Frick Collection[46])
  - 67 : Essai de décoration (détrempe)
  - 68 : Portrait dans une baignoire à l'Opéra (pastel)
  - 69 : Portrait d'un peintre dans son atelier (appartient à Henri Michel-Lévy, peintre représenté dans le tableau ; musée Calouste-Gulbenkian[47],[48])
  - 70 : Chanteuse de café (en) (pastel ; appartient à C. Gallimard ; Fogg Art Museum[49],[50])
  - 71 : Loge de danseuse (pastel ; appartient à Mme Auguste de Clermont ; musée Oskar Reinhart « Am Römerholz »[51],[52])
  - 72 : Danseuse posant chez un photographe (en) (appartient à Hector Brame ; musée des Beaux-Arts Pouchkine[53],[54])
  - 73 : Grand air, après un ballet (pastel ; musée d'Art de Dallas[55],[56])
  - 74 : Portrait de danseuse, à la leçon (pastel ; Metropolitan Museum of Art[57],[58])
  - 75 : Portraits de M. et de Mme H. de C. (détrempe à pastel)
  - 76 : Portrait
- Éventails :
  - 77 : Éventail (appartient à Hector Brame)
  - 78 : Éventail (appartient à Mme L. H.)
  - 79 : Éventail (appartient à Henri Rouart)
  - 80 : Éventail
  - 81 : Éventail

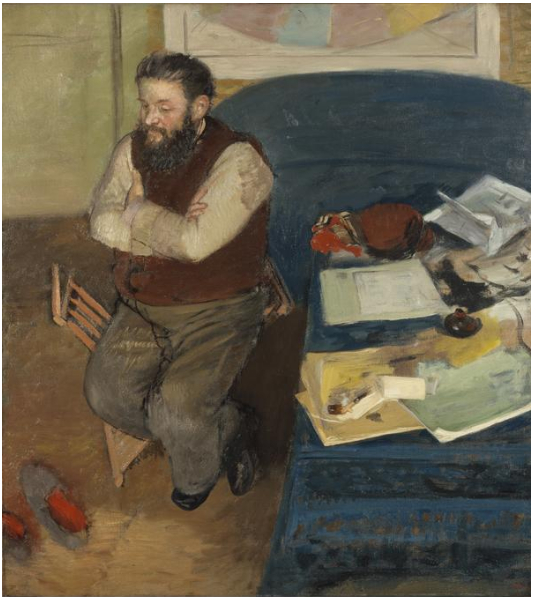
57 : Portrait de M. Diego Martelli
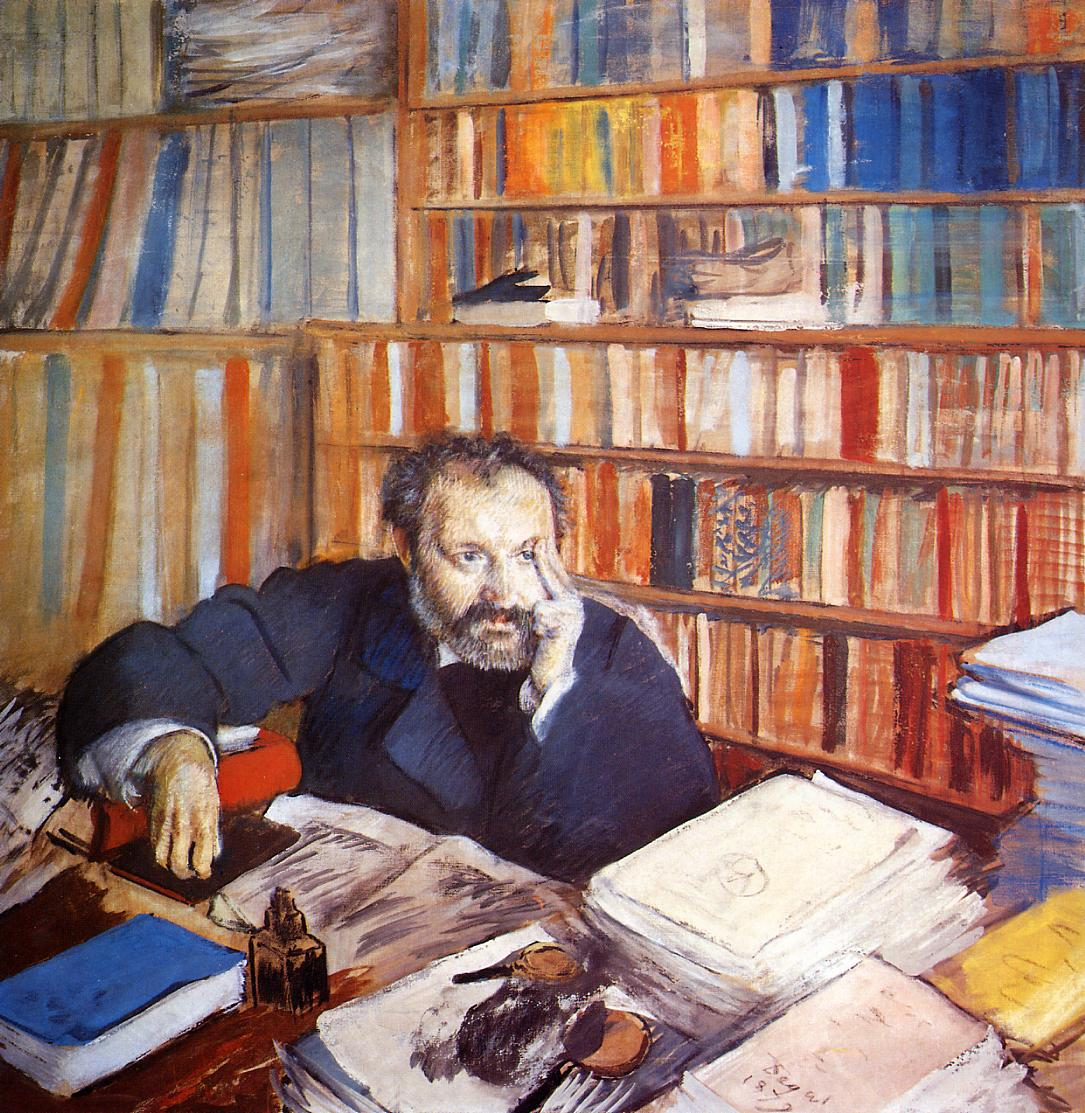
58 : Portrait de M. Duranty
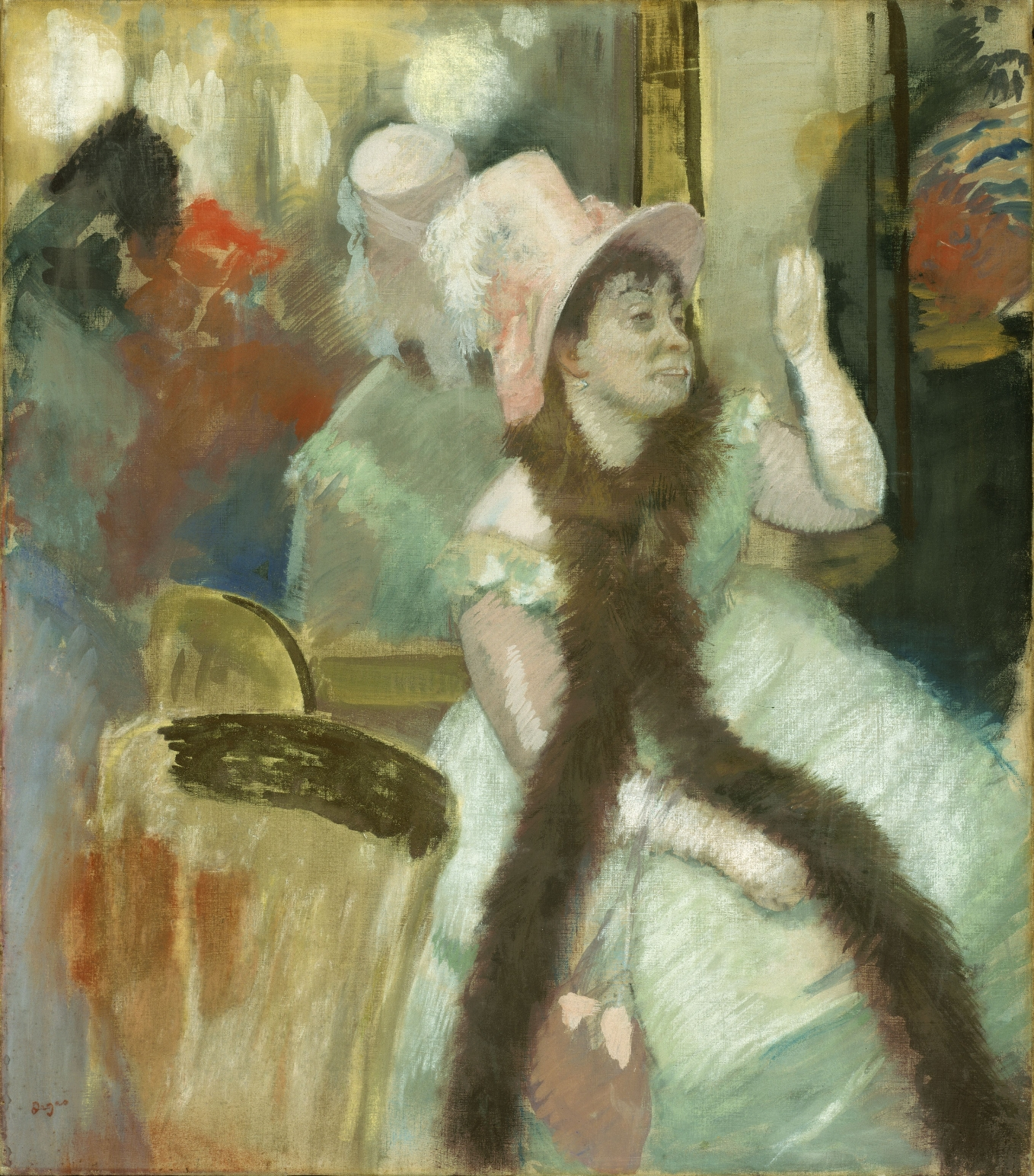
59 : Portrait, après un bal costumé
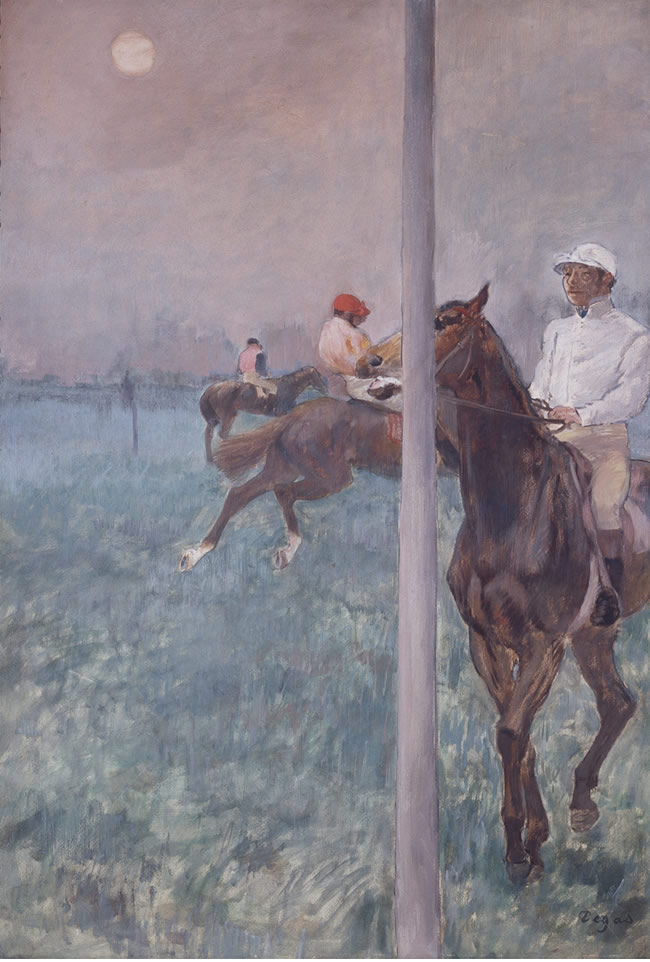
63 : Chevaux de course
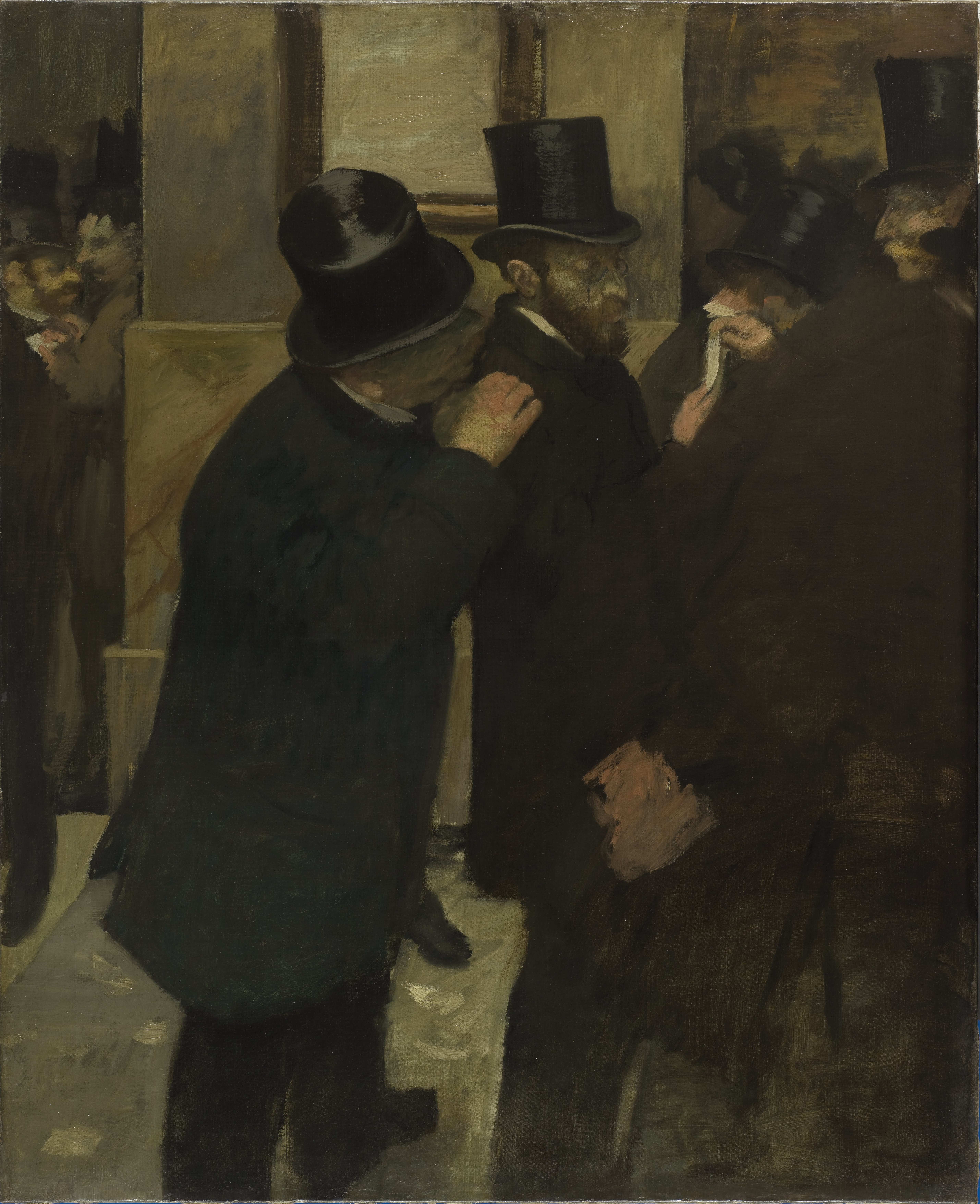
61 : Portraits, à la Bourse
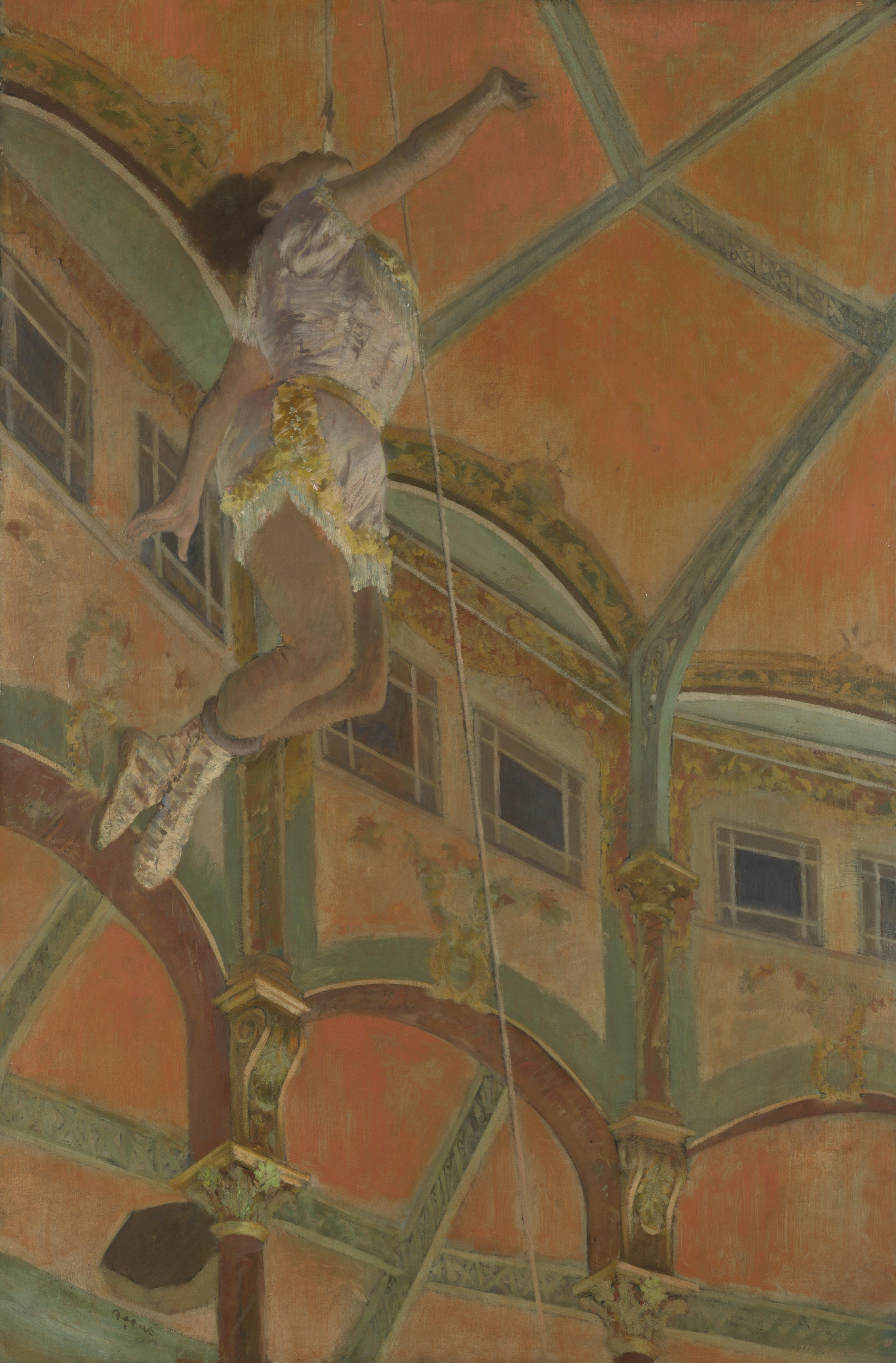
62 : Miss Lola, au Cirque Fernando
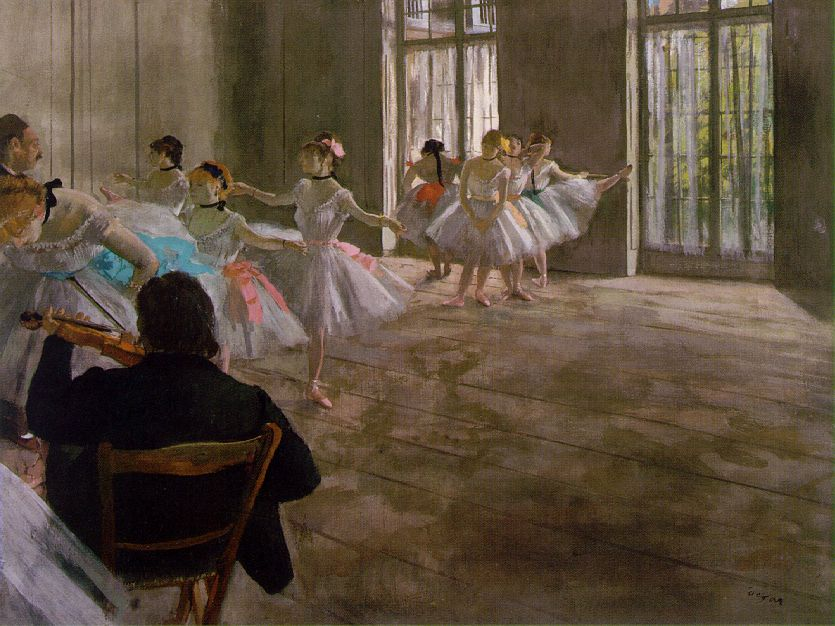
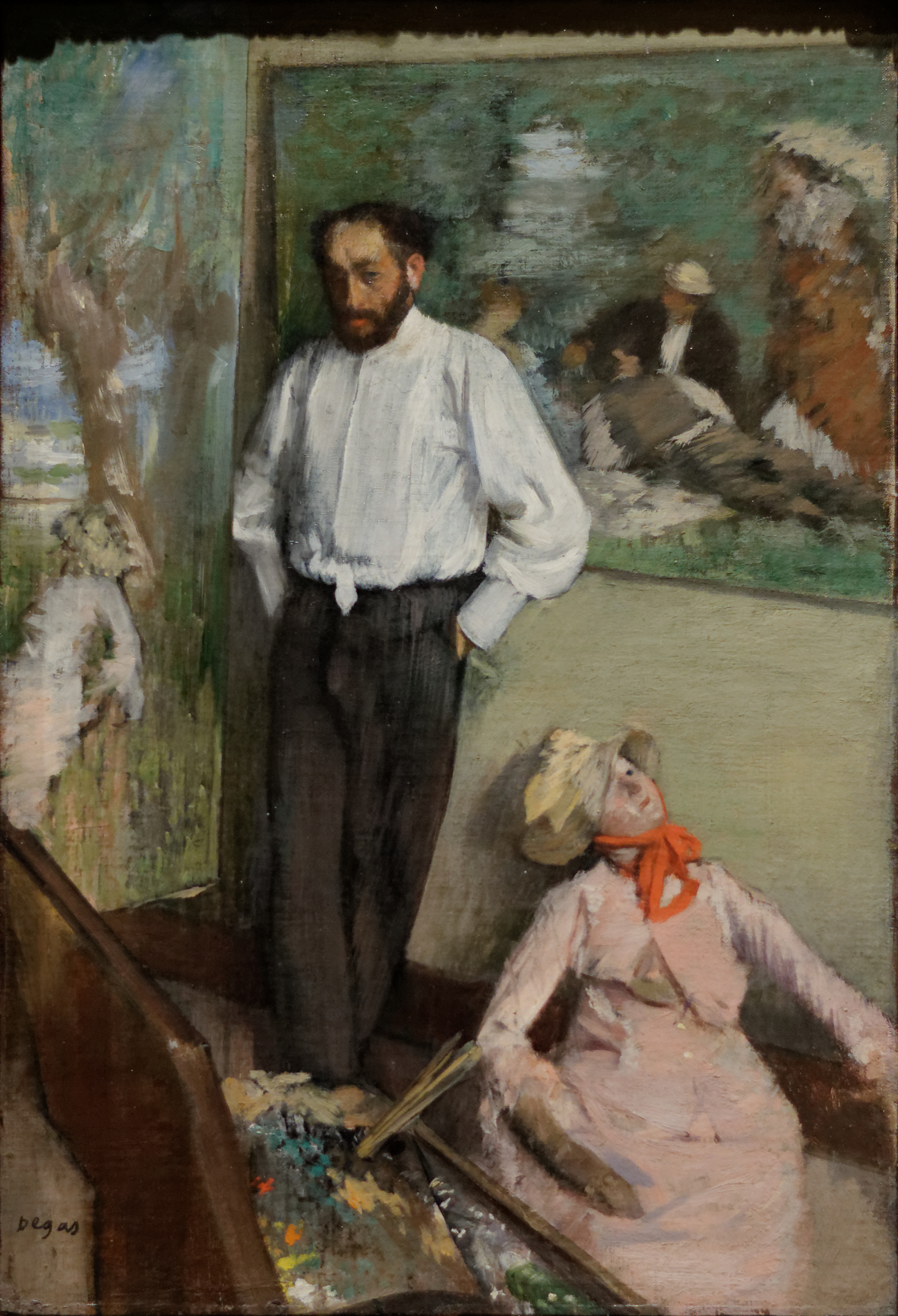
69 : Portrait d'un peintre dans son atelier
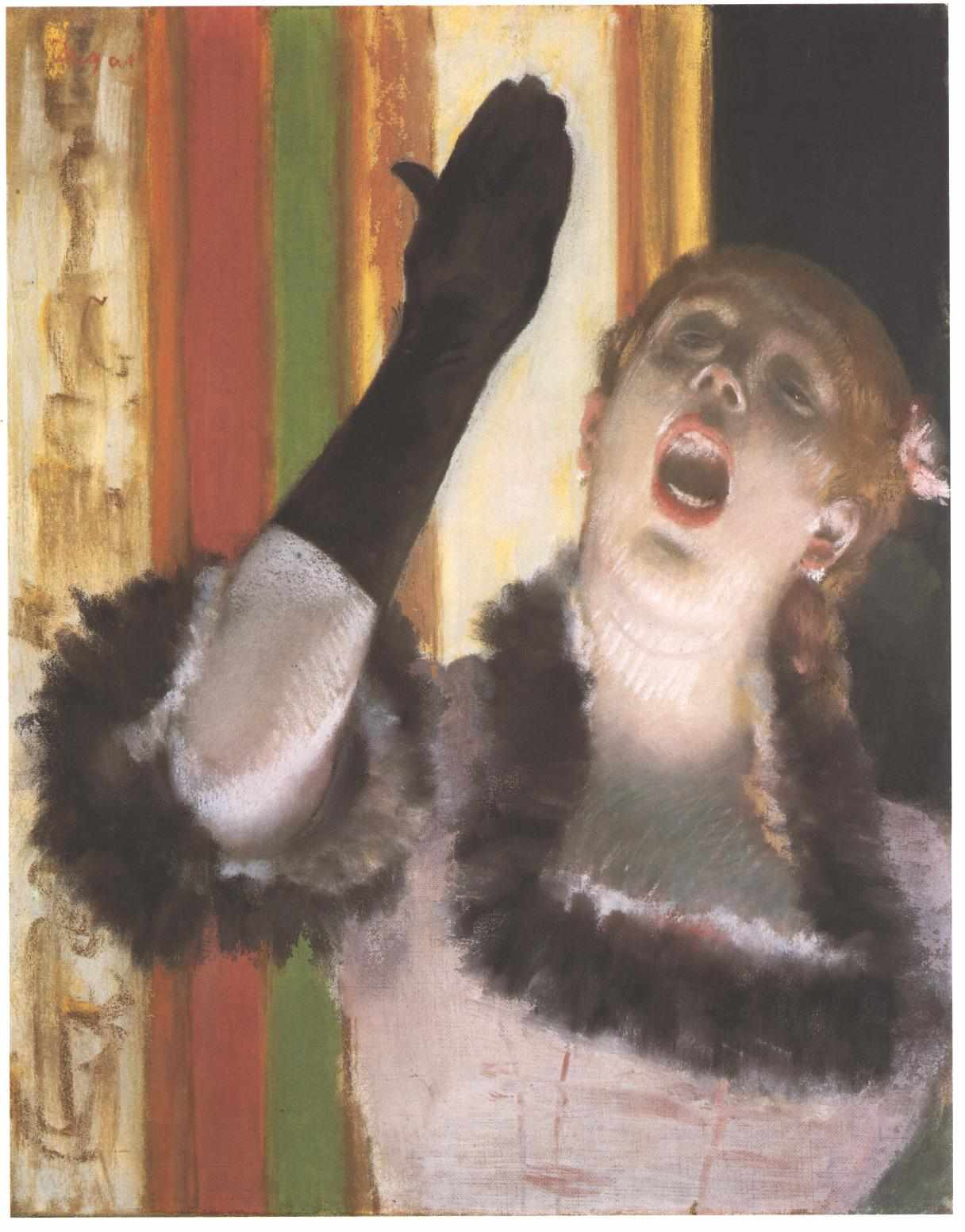
70 : Chanteuse de café (en)
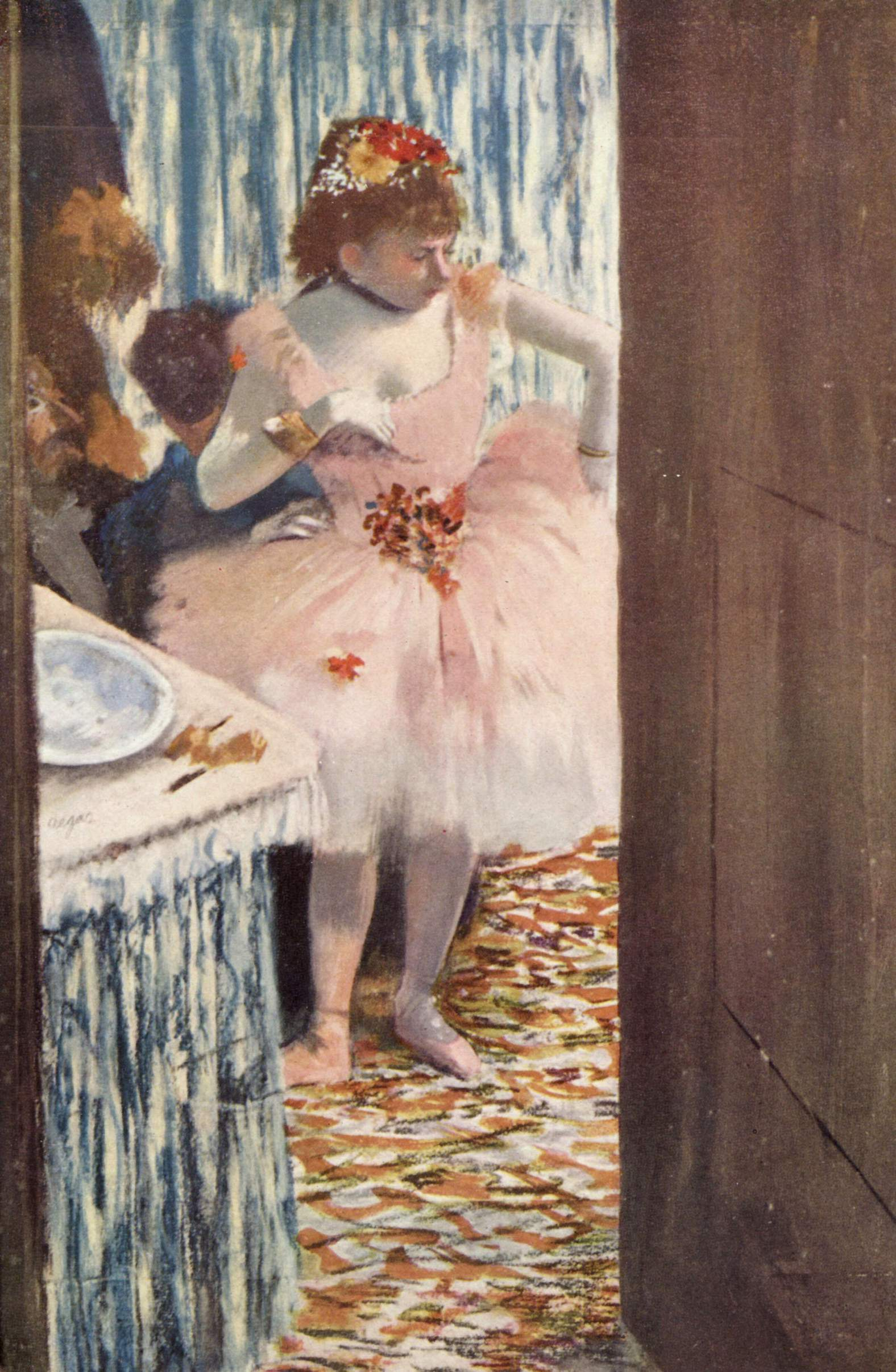
71 : Loge de danseuse
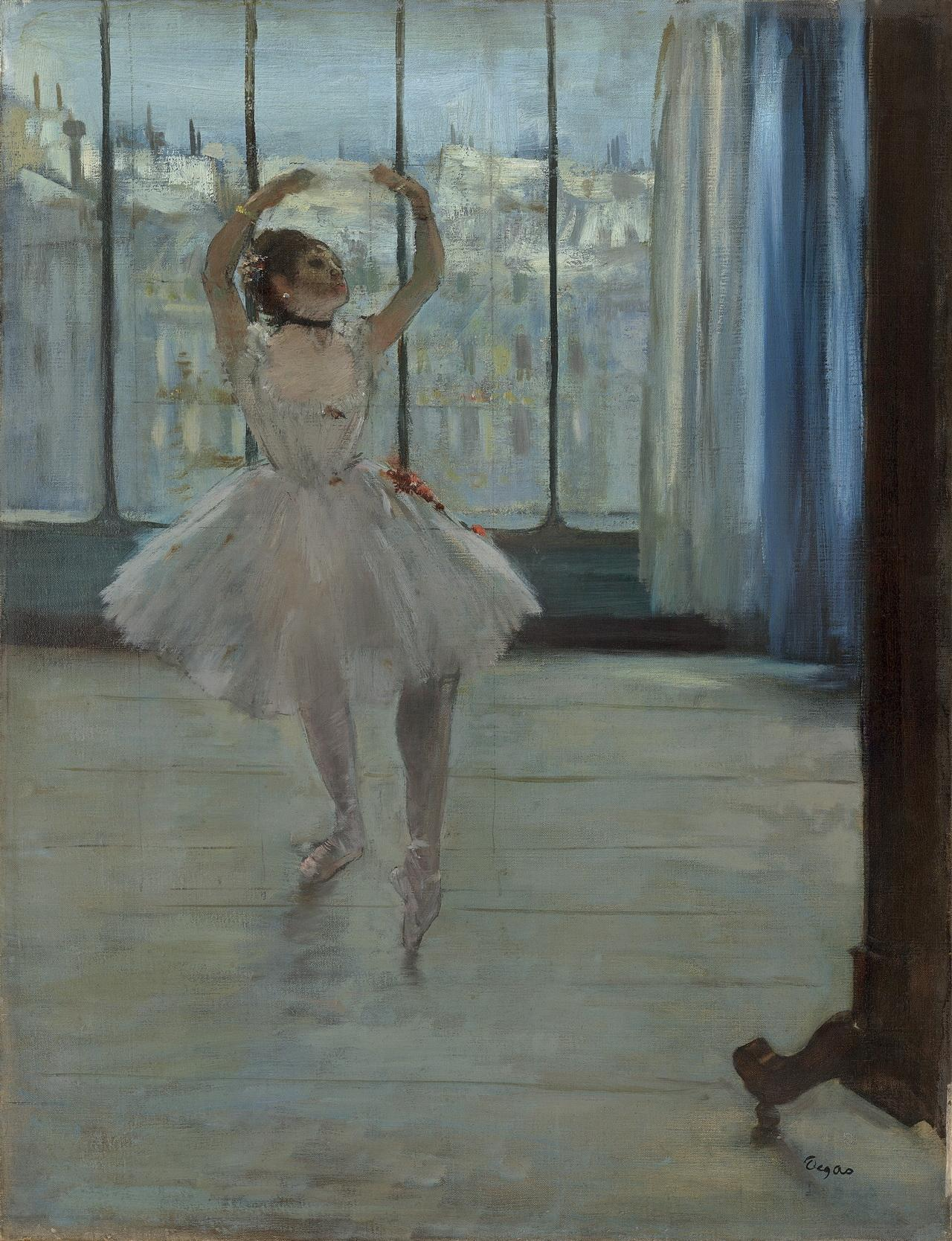
72 : Danseuse posant chez un photographe (en)
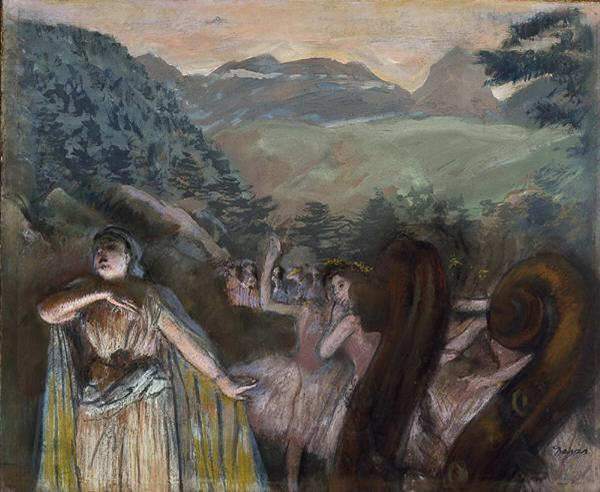
73 : Grand air, après un ballet
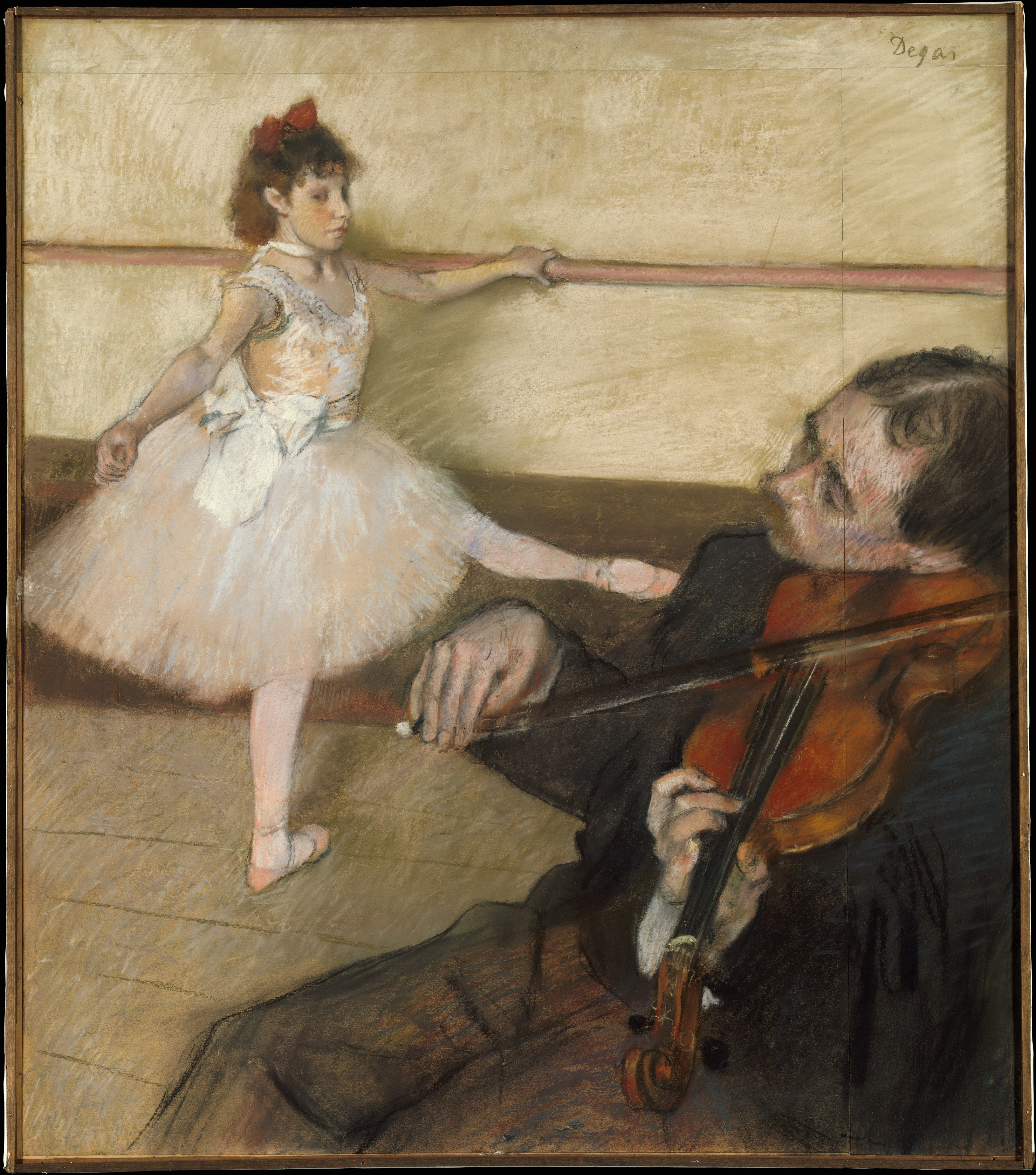
74 : Portrait de danseuse, à la leçon

### Jean-Louis Forain
Jean-Louis Forain présente 26 œuvres : un tableau, vingt-quatre aquarelles et un dessin.
- Tableau :
  - 82 : Portrait de M. M...
- Aquarelles :
  - 83 : Portrait de M. Coquelin Cadet, dans le Sphinx
  - 84 : Portrait de M. H...
  - 85 : Portrait de M. H...
  - 86 : Intérieur de café (appartient à Auguste Chéramy)
  - 87 : Fin d'un souper (appartient à Jacques Doucet)
  - 88 : Loge d'actrice (appartient à M. Hecht)
  - 89 : Sortie de théâtre (appartient à Mme H. Lamy)
  - 90 : Pourtour des Folies-Bergère (appartient à Ernest May)
  - 91 : Pourtour des Folies-Bergère (appartient à Joseph-Félix Bouchor)
  - 92 : Pourtour des Folies-Bergère (appartient à M. Hecht)
  - 93 : Entr'acte (appartient à M. Jouron)
  - 94 : Coulisses de théâtre (appartient à M. Hecht)
  - 95 : Coulisses de théâtre (appartient à Joris-Karl Huysmans)
  - 96 : Café d'acteurs (appartient à M. Hecht)
  - 97 : Femme au café (appartient à Mme Martin)
  - 98 : Coin de salon (appartient à Mme G. C...)
  - 99 : Cabotin en demi-deuil (appartient à Coquelin aîné)
  - 100 : Pourtour des Folies-Bergère (appartient à Coquelin cadet)
  - 101 : éventail (appartient à Mme Martin)
  - 102 : éventail (appartient à Mme Martin)
  - 103 : éventail (appartient à Mme Martin)
  - 104 : éventail (appartient à M. Angelo)
  - 105 : écran (appartient à Alphonse Daudet)
  - 106 : écran (appartient à Alphonse Daudet)
- Dessin :
  - 107 : dessin (appartient à Léon Hennique)

### Paul Gauguin
Paul Gauguin est présent à la quatrième exposition. Invité tardivement, il n'apparaît pas sur le catalogue. On sait toutefois qu'il expose au moins une sculpture, un buste de son fils Émile Gauguin (collection du Metropolitan Museum of Art).

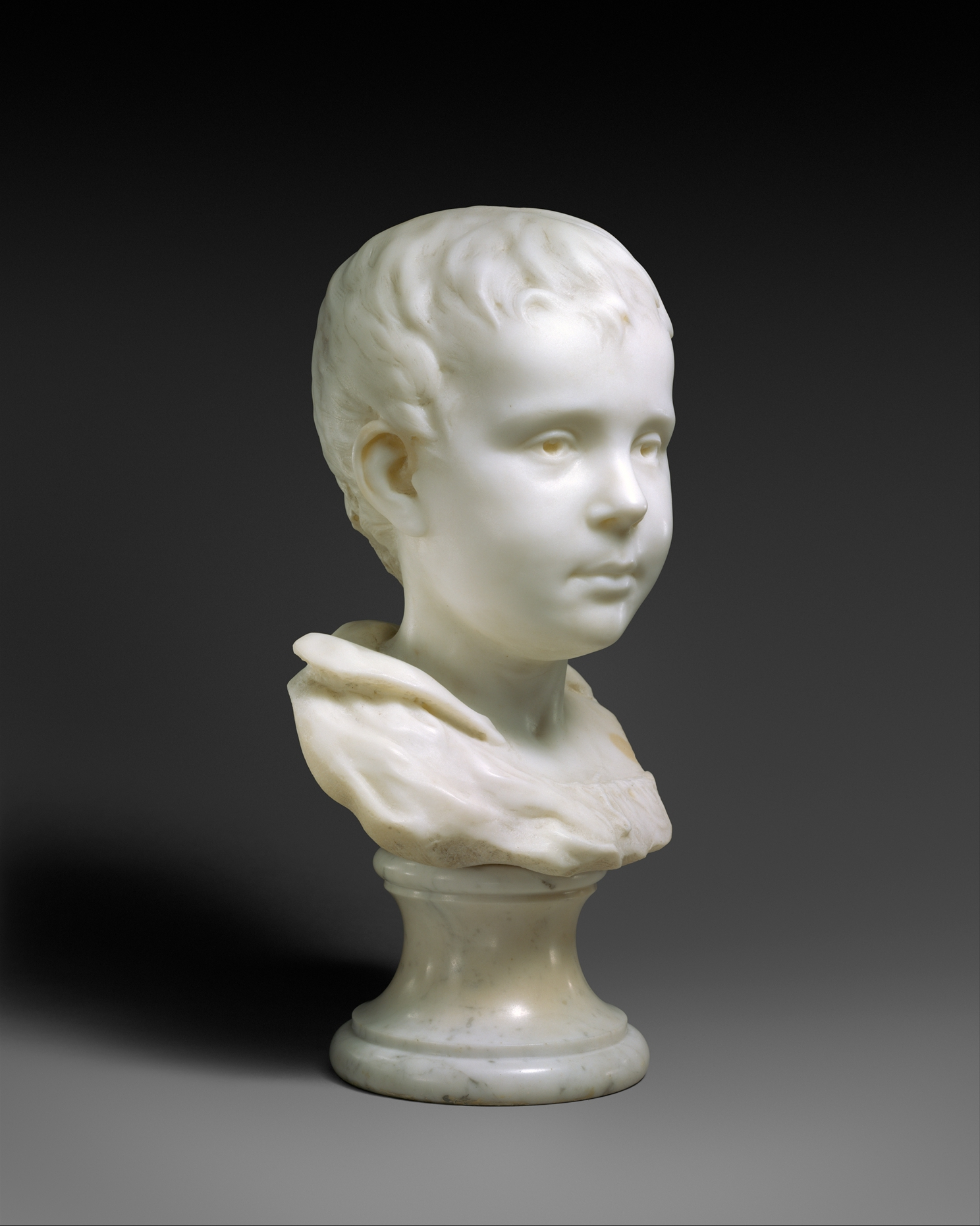
Hors catalogue : Émile Gauguin

### Albert Lebourg
Albert Lebourg présente 30 œuvres : vingt peintures et dix dessins.
- Peintures :
  - 108 : Marine, Alger
  - 109 : Une rue à Alger
  - 110 : Une rue à Alger
  - 111 : Boutique Arabe
  - 112 : Mosquée Sidi ab der Bhaman, Alger
  - 113 : Tentes arabes (le matin) Algérie
  - 114 : Tentes de grands chefs, Algérie
  - 115 : Bateau à voile, port d'Alger
  - 116 : Bateau à voile, port d'Alger
  - 117 : L'Amirauté (le matin), port d'Alger
  - 118 : L'Amirauté, port d'Alger
  - 119 : Bateau à vapeur, port d'Alger
  - 120 : Marine, Rouen
  - 121 : Marine, Rouen
  - 122 : Marine, Rouen
  - 123 : Marine, Marseille
  - 124 : Paysage normand
  - 125 : Paysage, bords de la Risle (Eure)
  - 126 : Marine
  - 127 : Marine
- Dessins :
  - 128 : Portrait de femme
  - 129 : Portrait d'homme
  - 130 : La Lecture (le soir)
  - 131 : La Veillée
  - 132 : La Ménagère
  - 133 : Jeune Fille
  - 134 : Femme jouant aux échecs
  - 135 : Jeune Femme
  - 136 : Jeune Femme
  - 137 : Jeune Femme

### Claude Monet
Claude Monet présente 29 tableaux :
- 138 : Habitation bourgeoise, à Zaandum (Hollande) (appartient à M. Baudry ; collection particulière[61])
- 139 : Paysage à Courbevoie (appartient à Théodore Duret ; collection particulière[62])
- 140 : Marine (1875) (appartient à Théodore Duret ; peut-être La Vague verte, Metropolitan Museum of Art[63],[64])
- 141 : Vétheuil, vu de Lavacourt (appartient à Théodore Duret ; musée d'Orsay[65],[66])
- 142 : Fleurs (appartient à M. R... ; peut-être Nature morte aux fleurs et fruits, Getty Center[67],[68])
- 143 : Pommiers (appartient à Gustave Caillebotte ; collection particulière[69])
- 144 : Effet de neige à Vétheuil (appartient à Gustave Caillebotte ; musée d'Orsay[70],[71])
- 145 : La Rue Montorgueil, fête du 30 juin (appartient à Georges de Bellio ; musée d'Orsay[72],[73])
- 146 : Effet de brouillard, impression (appartient à Georges de Bellio ; déjà exposé lors de la 1re exposition ; musée Marmottan Monet[74],[75])
- 147 : Estacade de Trouville, marée basse (appartient à Ernest Ange Duez ; galerie nationale hongroise[63],[76])
- 148 : Paysage à Vétheuil (musée d'Orsay[77],[78])
- 149 : Lavacourt'
- 150 : La Seine à Lavacourt (soleil couchant)
- 151 : Vétheuil
- 152 : Parc Monceaux (appartient à Georges de Bellio ; collection particulière[79])
- 153 : Bords de la Seine, environs de Paris (appartient à Emmanuel Chabrier ; musée Marmottan Monet[62],[80])
- 154 : La Rue Saint-Denis, fête du 30 juin 1878 (Musée des Beaux-Arts de Rouen[81],[82])
- 155 : Un jardin (1867) (appartient à Eugène Lecadre ; musée de l'Ermitage[83],[84])
- 156 : Église de Vétheuil (appartient à M. Schlessinger ; galerie nationale d'Écosse[85],[86])
- 157 : Jardin à Sainte-Adresse (1867) (appartient à Victor Frat ; Metropolitan Museum of Art[87],[88])
- 158 : Les Charbonniers (1875) (appartient à Charles Hayem ; musée d'Orsay[89],[90])
- 159 : Effet de neige (1875) à Argenteuil (appartient à Paul Durand-Ruel)
- 160 : La Mare, effet de neige (1875) (appartient à Paul Durand-Ruel ; collection privée[91])
- 161 : Lavacourt, temps gris
- 162 : Chemin de halage à Lavacourt (appartient à Eugène Murer ; collection privée[92])
- 163 : Étude de mer (appartient à M. Guillemet)
- 164 : Coucher de soleil (appartient à Georges de Bellio)
- 165 : Paysage d'hiver (appartient à Georges de Bellio ; peut-être Effet de neige, soleil couchant, musée Marmottan Monet[93],[94])
- 166 : Le Petit bras à Vétheuil (appartient à Georges de Bellio)

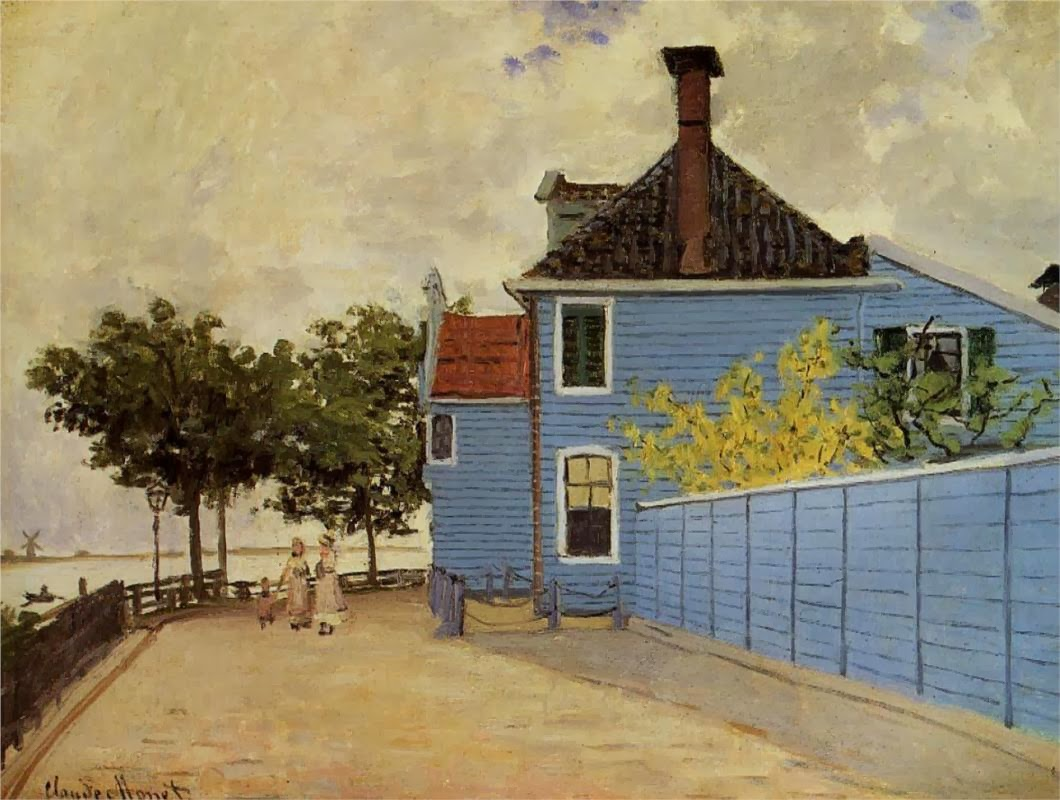
138 : Habitation bourgeoise, à Zaandum (Hollande)
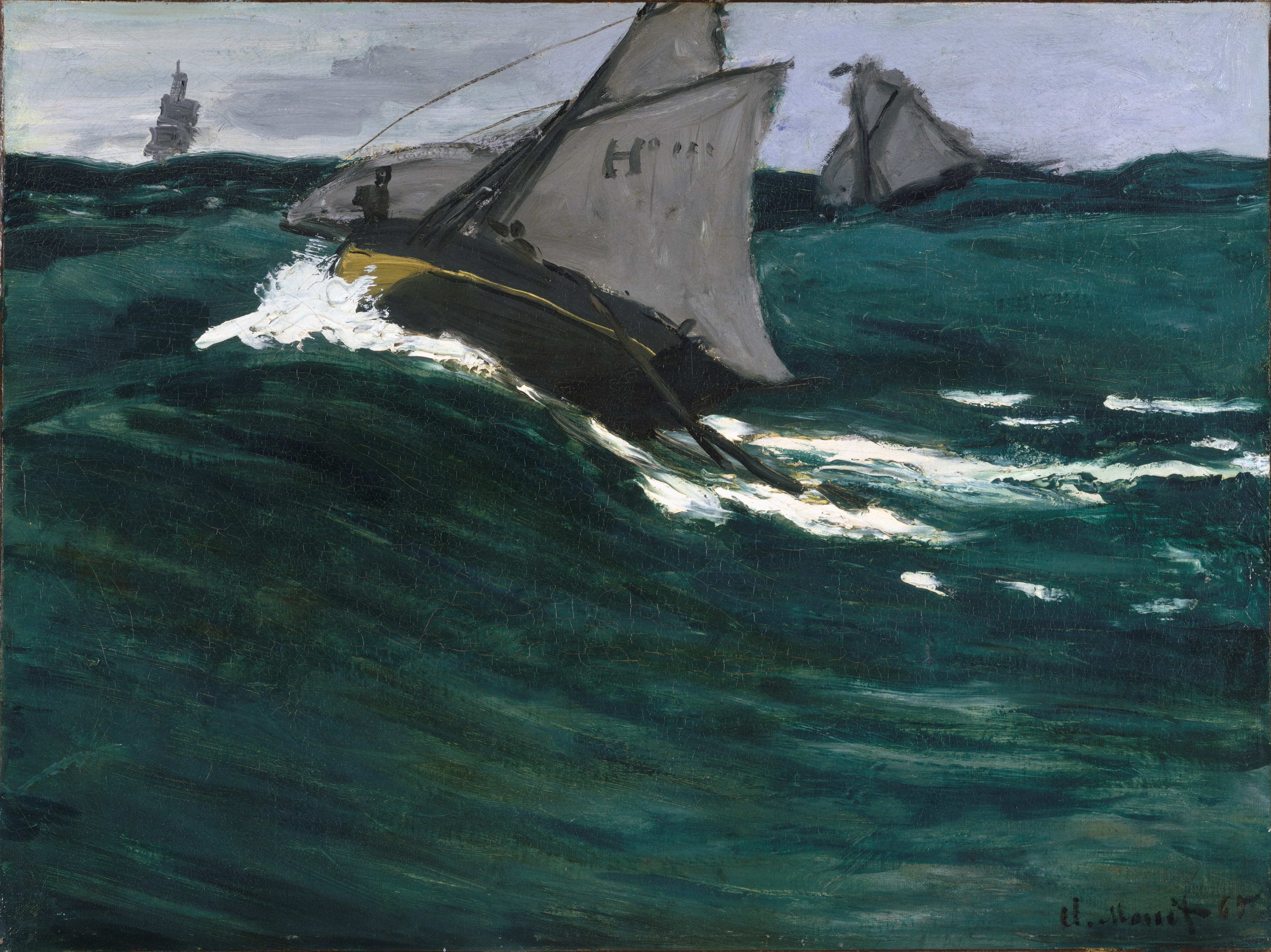
140 : Marine (1875) ?
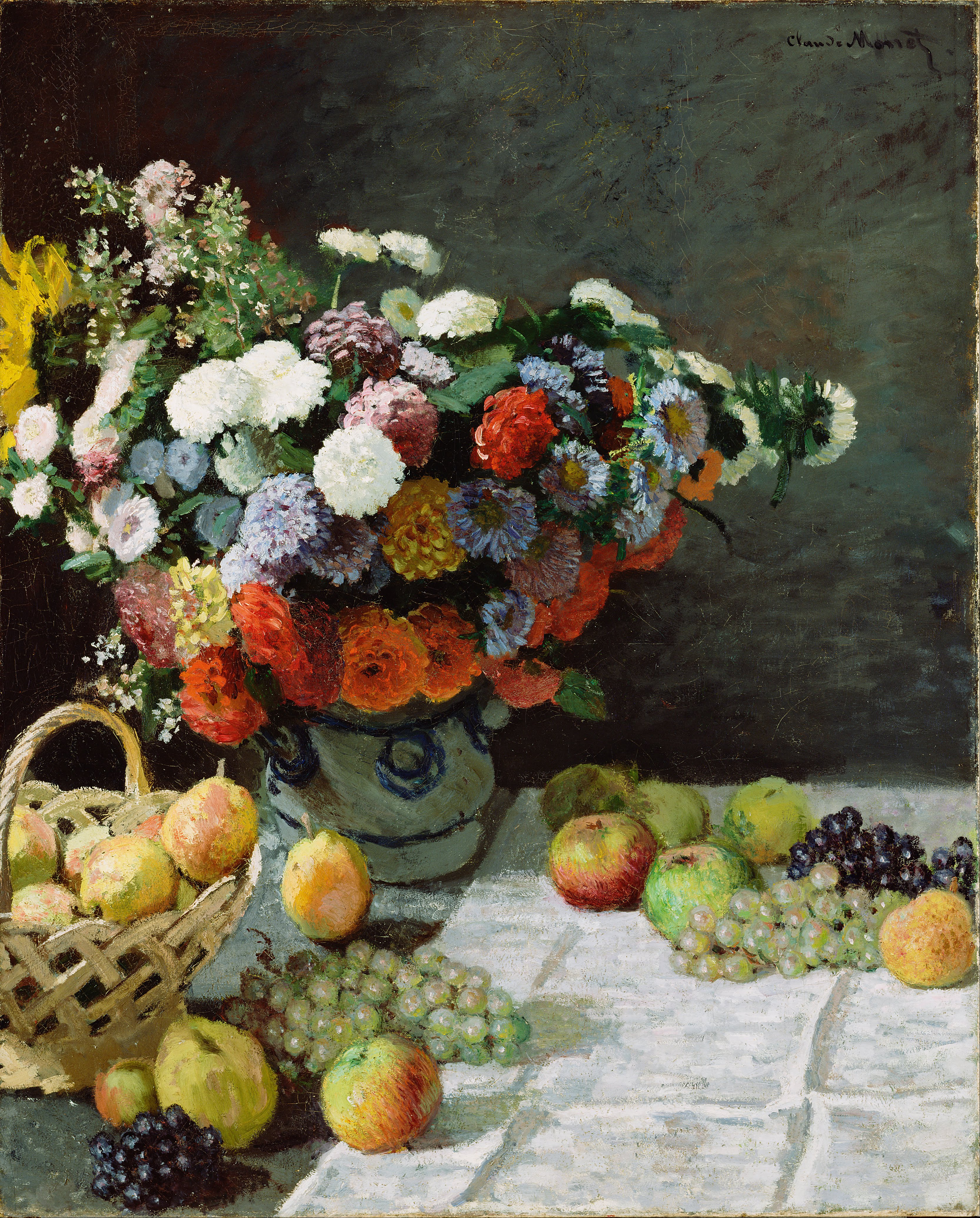
142 : Fleurs ?
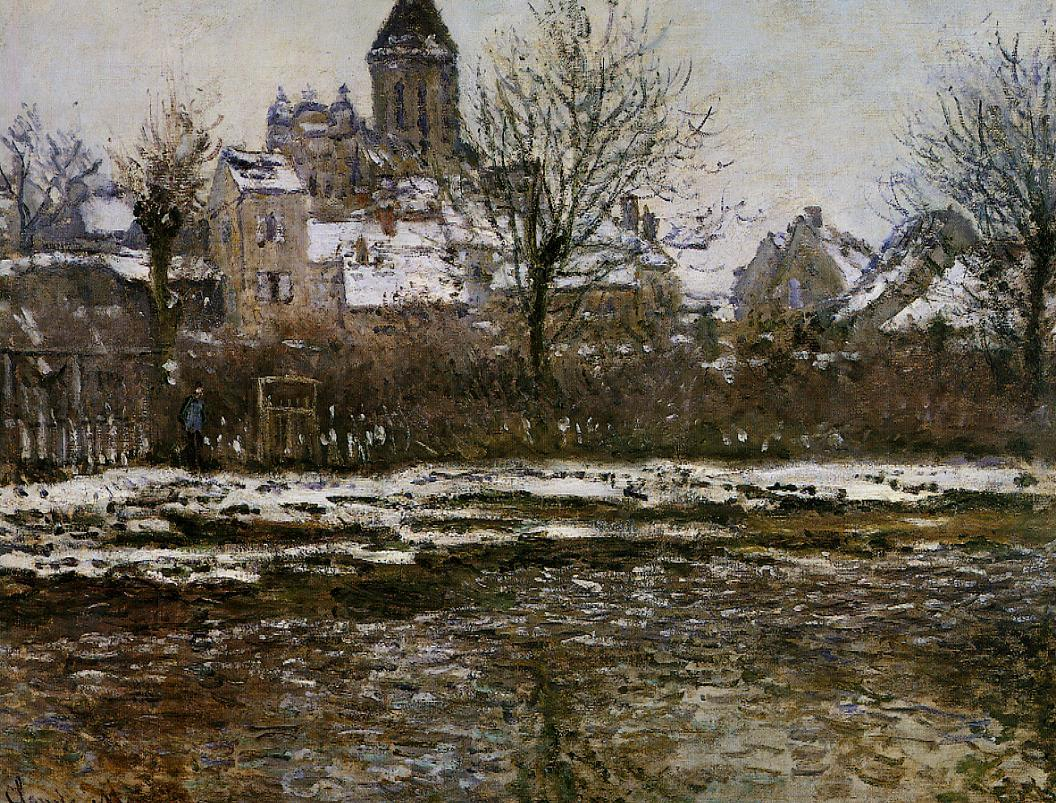
144 : Effet de neige à Vétheuil
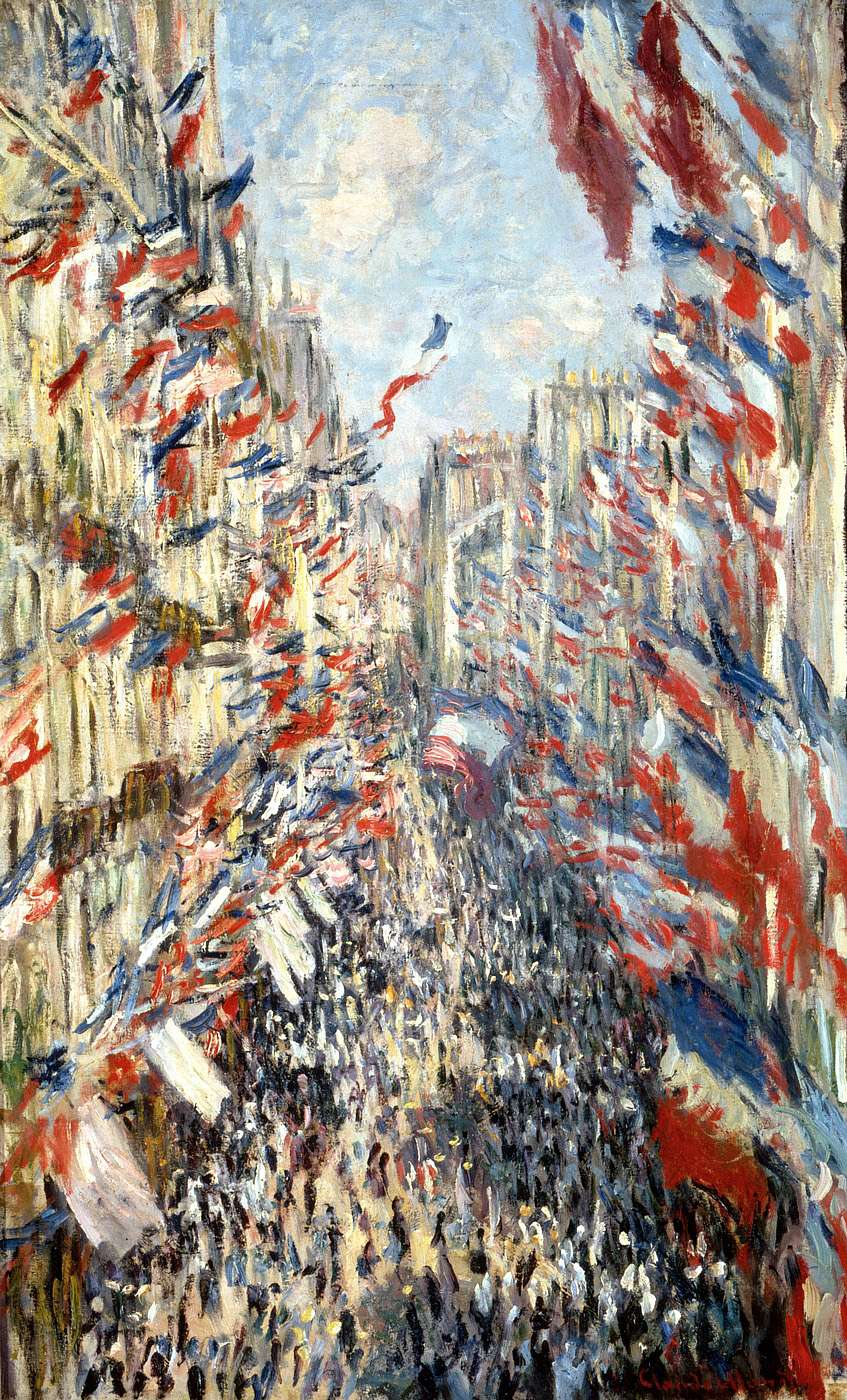
145 : La Rue Montorgueil, fête du 30 juin
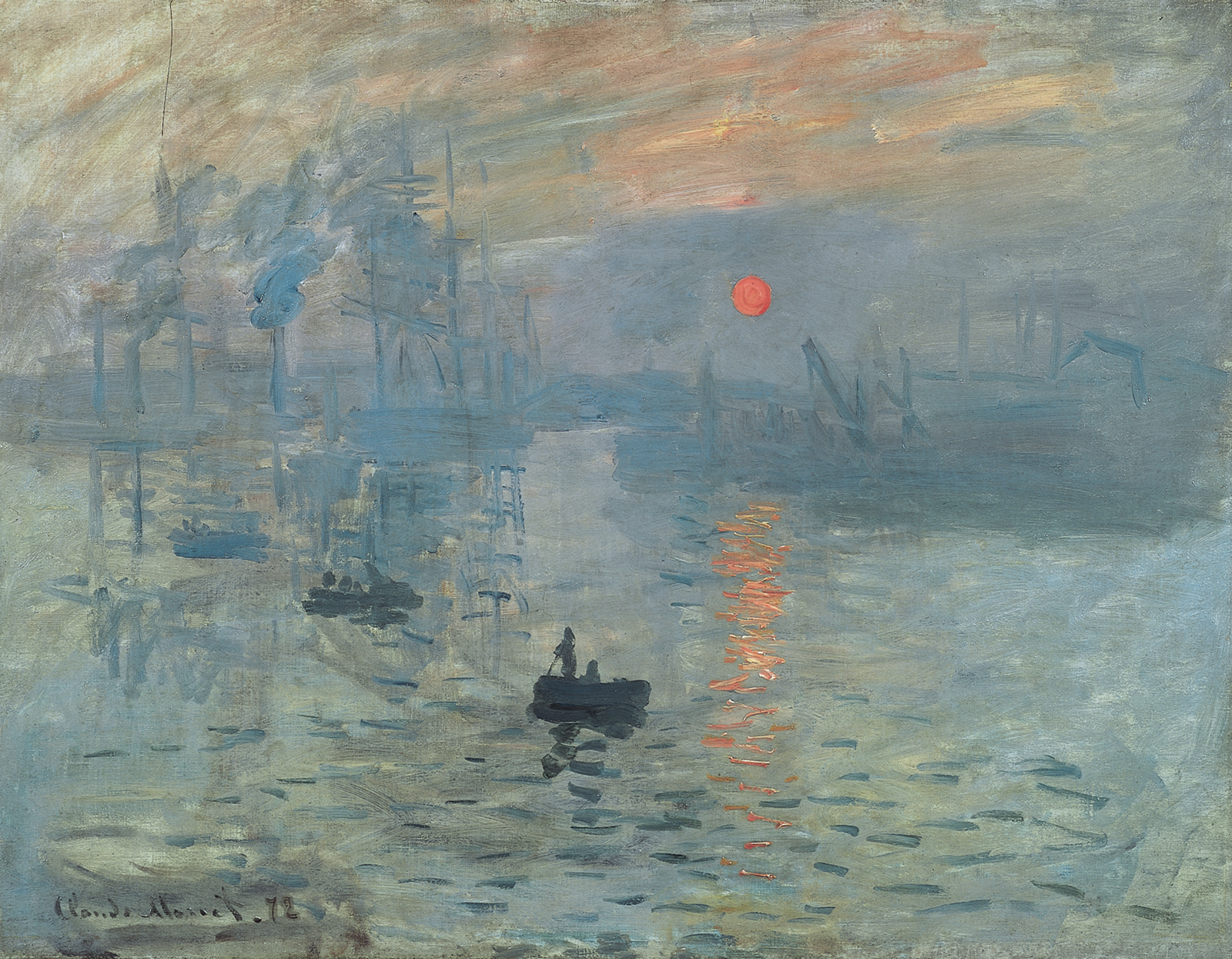
146 : Effet de brouillard, impression
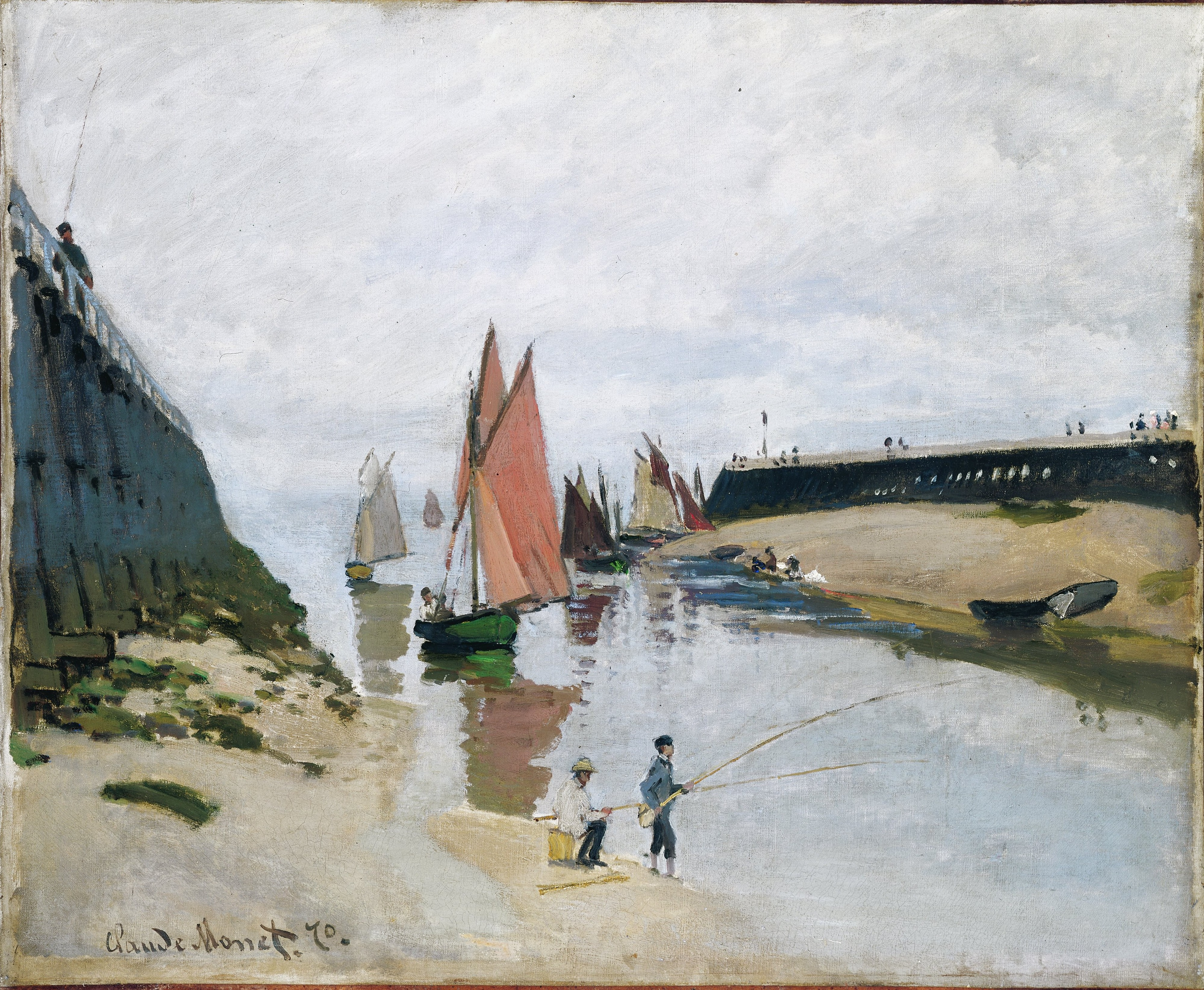
147 : Estacade de Trouville, marée basse
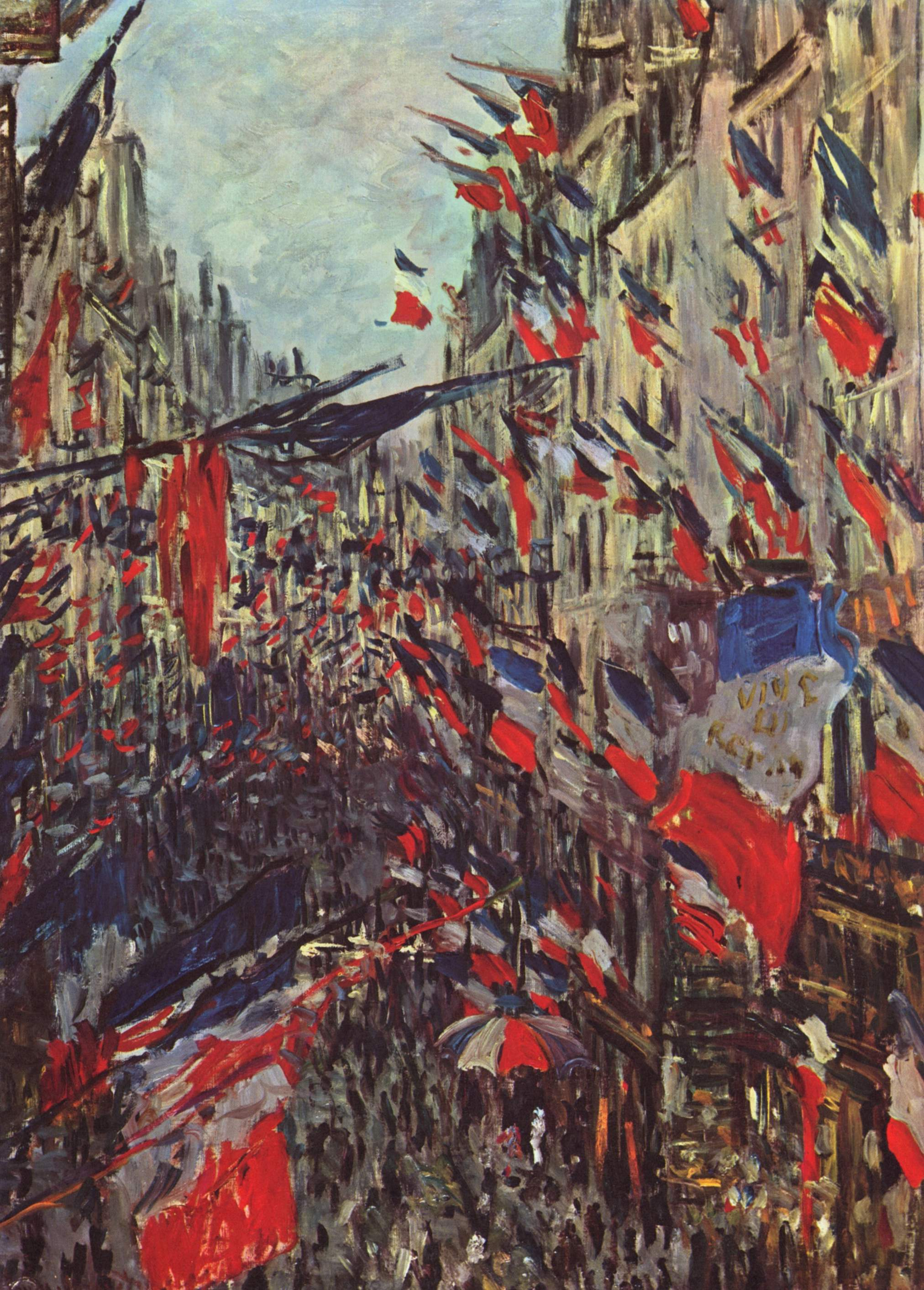
154 : La Rue Saint-Denis, fête du 30 juin 1878
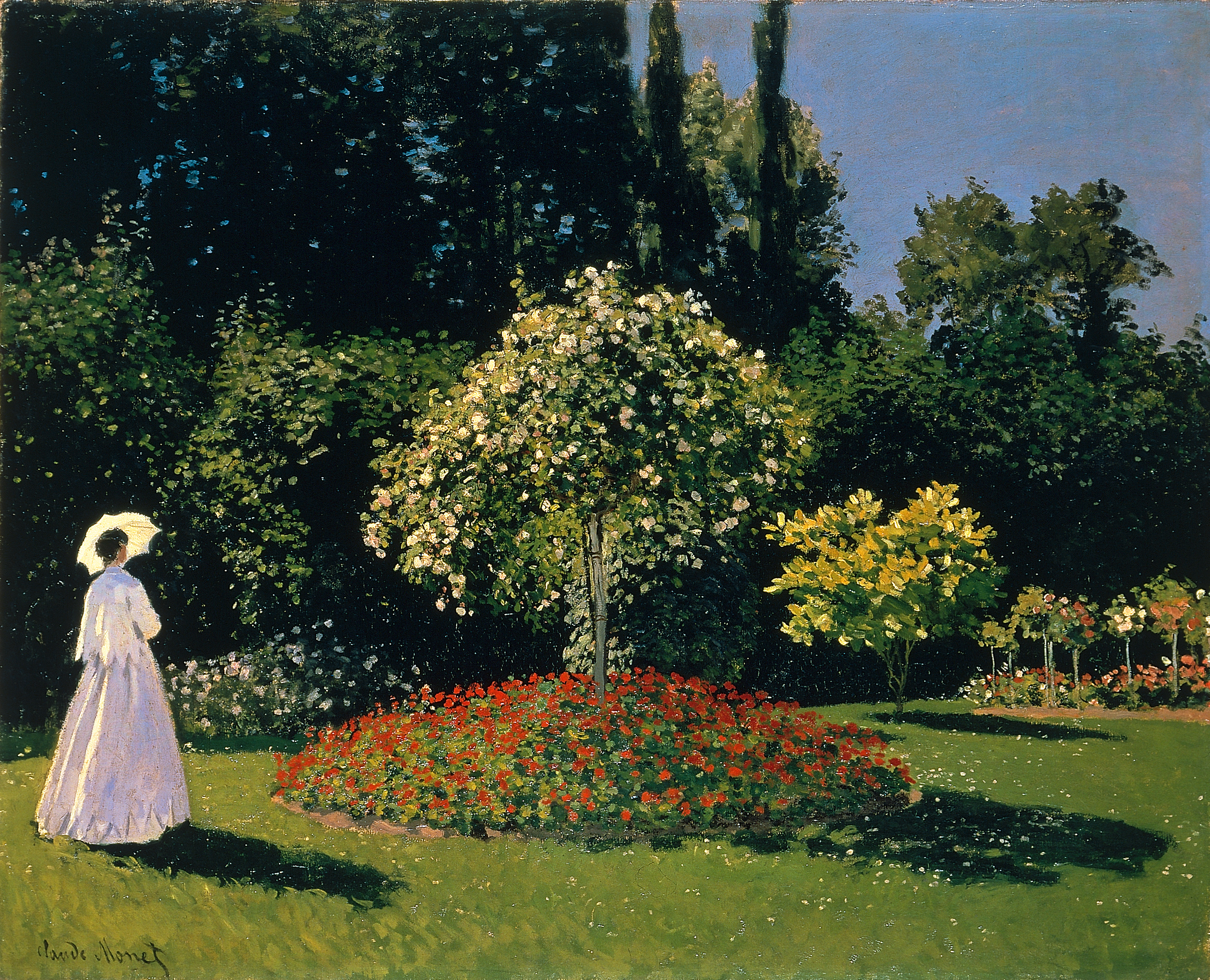
155 : Un jardin (1867)
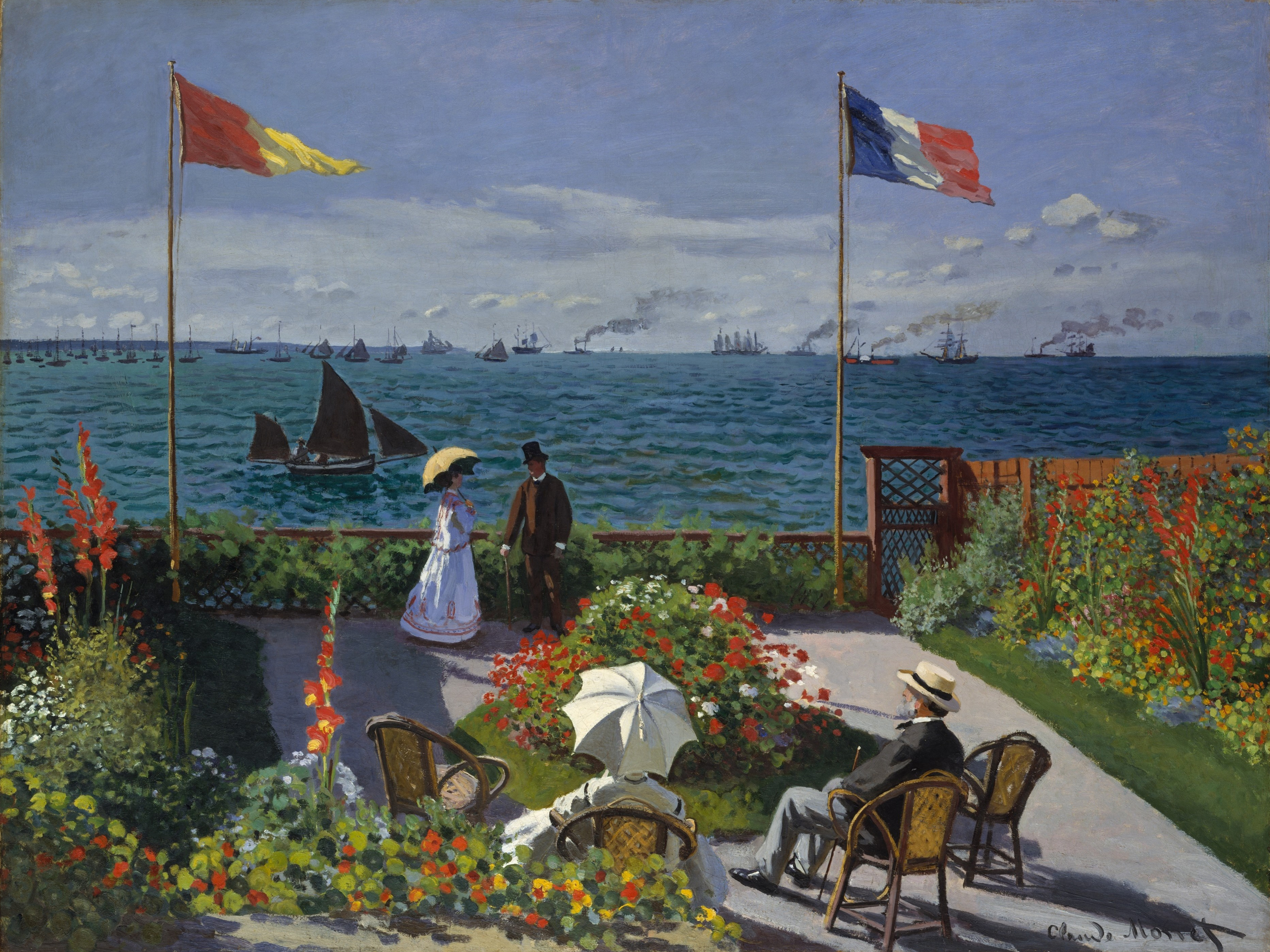
157 : Jardin à Sainte-Adresse (1867)
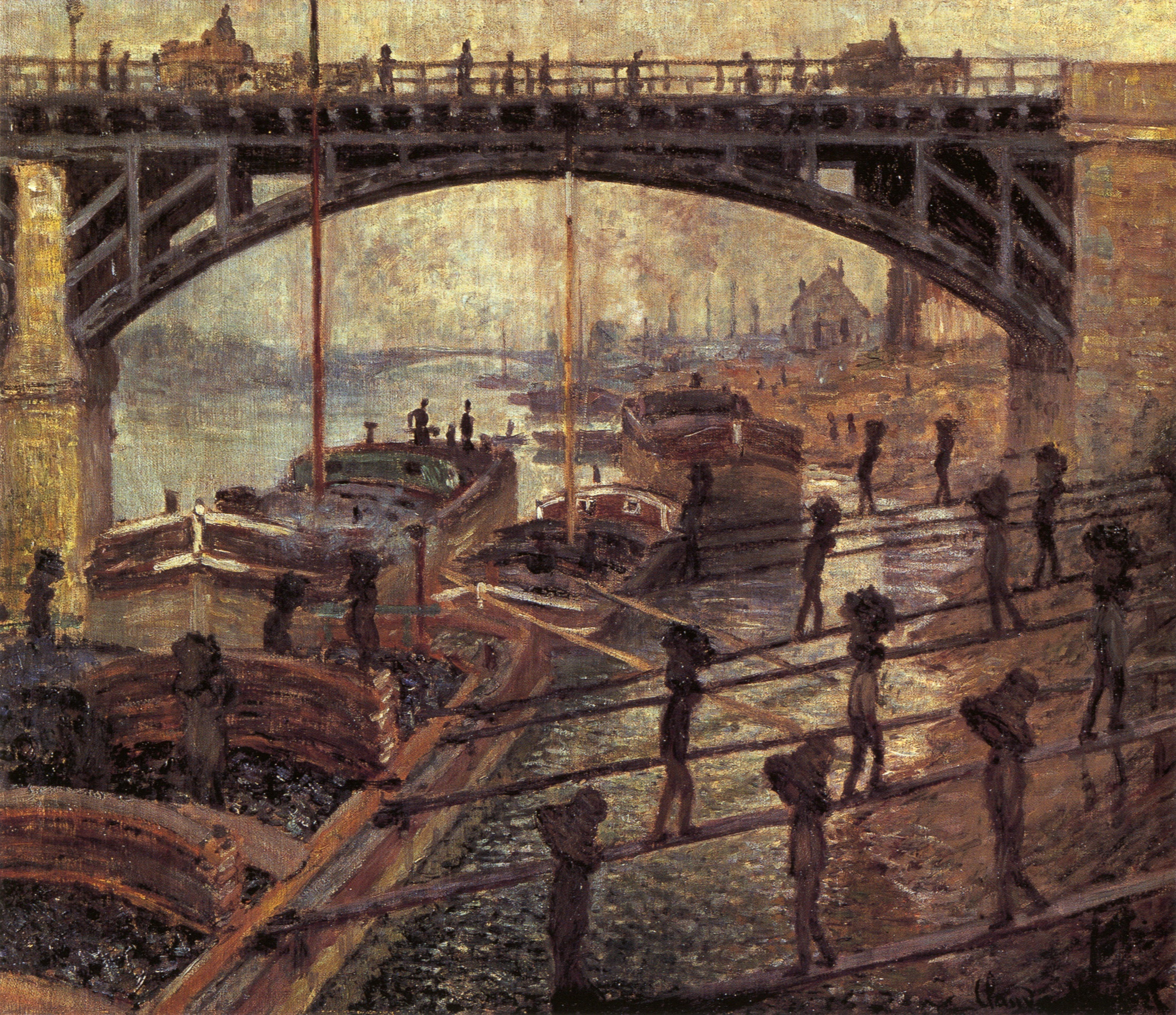
158 : Les Charbonniers (1875)

### Ludovic Piette
Décédé en 1878, Ludovic Piette apparaît à titre posthume. Le catalogue mentionne son nom en titre, mais ne recense toutefois aucune de ses œuvres.

### Camille Pissarro
Camille Pissarro présente 38 œuvres : 22 tableaux, 12 éventails et 4 pastels.
- Tableaux :
  - 167 : Le Pont de Pontoise (musée d'art de Yamagata (en)[95])
  - 168 : Lisière d'un bois (Cleveland Museum of Art[96],[97])
  - 169 : Chemin sous bois (musée d'Orsay[98],[99])
  - 170 : Effet de neige (Côté du Palais-Royal) (collection particulière[100])
  - 171 : Effet de neige et glace (Effet de soleil)
  - 172 : Effet de soleil. Boulevard Clichy (Esquisse) (peut-être Les Boulevards extérieurs, effet de neige, musée Marmottan Monet[101],[102] ou Le Boulevard de Rochechouart, temps de neige, collection particulière[101])
  - 173 : Sous bois en été (Cleveland Museum of Art[96],[103])
  - 174 : Le Verger de Maubuisson (appartient à Eugène Murer ; collection particulière[104])
  - 175 : Château des Mathurins (Soleil couchant) (appartient à Eugène Murer ; collection particulière[105])
  - 176 : Automne (Soleil couchant) (appartient à Eugène Murer ; musée Hecht[106])
  - 177 : Les Peupliers (Matinée d'été) (appartient à M. M...)
  - 178 : Paysage en février (Femme revenant de la Fontaine) (appartient à Paul Gauguin ; Ny Carlsberg Glyptotek[107],[108])
  - 179 : Les Meules (appartient à Paul Gauguin ; collection privée[109])
  - 180 : Le Potager (appartient à Mlle T... ; peut-être Jardin potager au jardin de Maubuisson, Pontoise, musée Artizon[110],[111])
  - 181 : L'Hermitage. Vue de ma fenêtre (appartient à Gustave Caillebotte ; musée d'Orsay[112],[113])
  - 182 : Jardin en fleurs. L'Hermitage à Pontoise, vu depuis la côte Saint-Denis (appartient à Gustave Caillebotte ; collection privée[114])
  - 183 : Printemps. Pruniers en fleurs (nl) (appartient à Gustave Caillebotte ; musée d'Orsay[115],[116])
  - 184 : Petit Bois de peupliers en plein été (appartient à Gustave Caillebotte ; collection particulière[117])
  - 185 : Planteurs de choux (appartient à Gustave Caillebotte ; Cincinnati Art Museum[118],[119])
  - 186 : Port-Marly (appartient à Gustave Caillebotte ; musée d'Orsay[120],[121])
  - 187 : Petit Bois (Poules et canards) (appartient à M. M... ; collection particulière[110])
  - 188 : Côte des Brouettes (Temps gris) (collection particulière[122])
- Éventails :
  - 189 : L'Hiver. Retour de la foire (appartient à M. G... ; musée Marmottan Monet[123])
  - 190 : L'Hiver. Environs de Lower Norwood (Londres) (appartient à Mlle. L...)
  - 191 : Laveuses (appartient à Mlle. L...)
  - 192 : Soleil couchant (appartient à Gustave Caillebotte)
  - 193 : Meule (Semeur)
  - 194 : Clair de lune
  - 195 : Vue de Pontoise (appartient à Mlle. L...)
  - 196 : La Grande route. Printemps
  - 197 : Pommiers en fleurs
  - 198 : La Toilette du matin
  - 199 : L'Étang de Montfoucault (appartient à M. Ch. Charpentier)
  - 200 : Cueillette de petits pois (appartient à Mlle. C...)
- Pastels :
  - 201 : Portrait de Mlle E. E... (Eugénie Estruc)
  - 202 : Portrait de Mlle M... (Marie Murer)
  - 203 : Le Pâtissier (appartient à Eugène Murer)
  - 204 : Intérieur campagnard (appartient à M. C...)

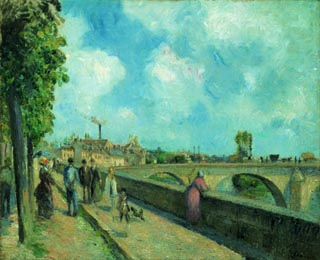
167 : Le Pont de Pontoise
168 : Lisière d'un bois
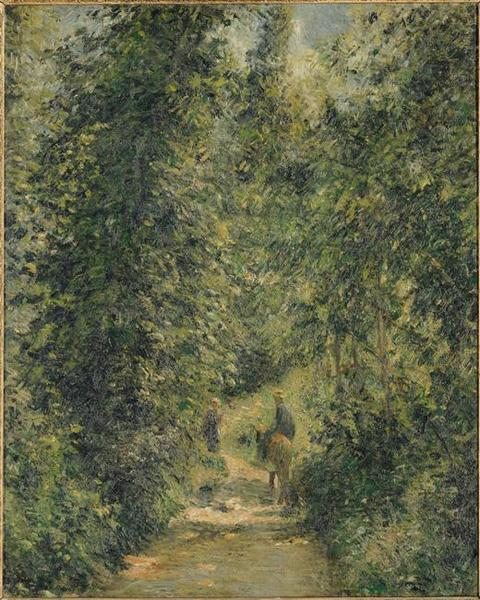
169 : Chemin sous bois
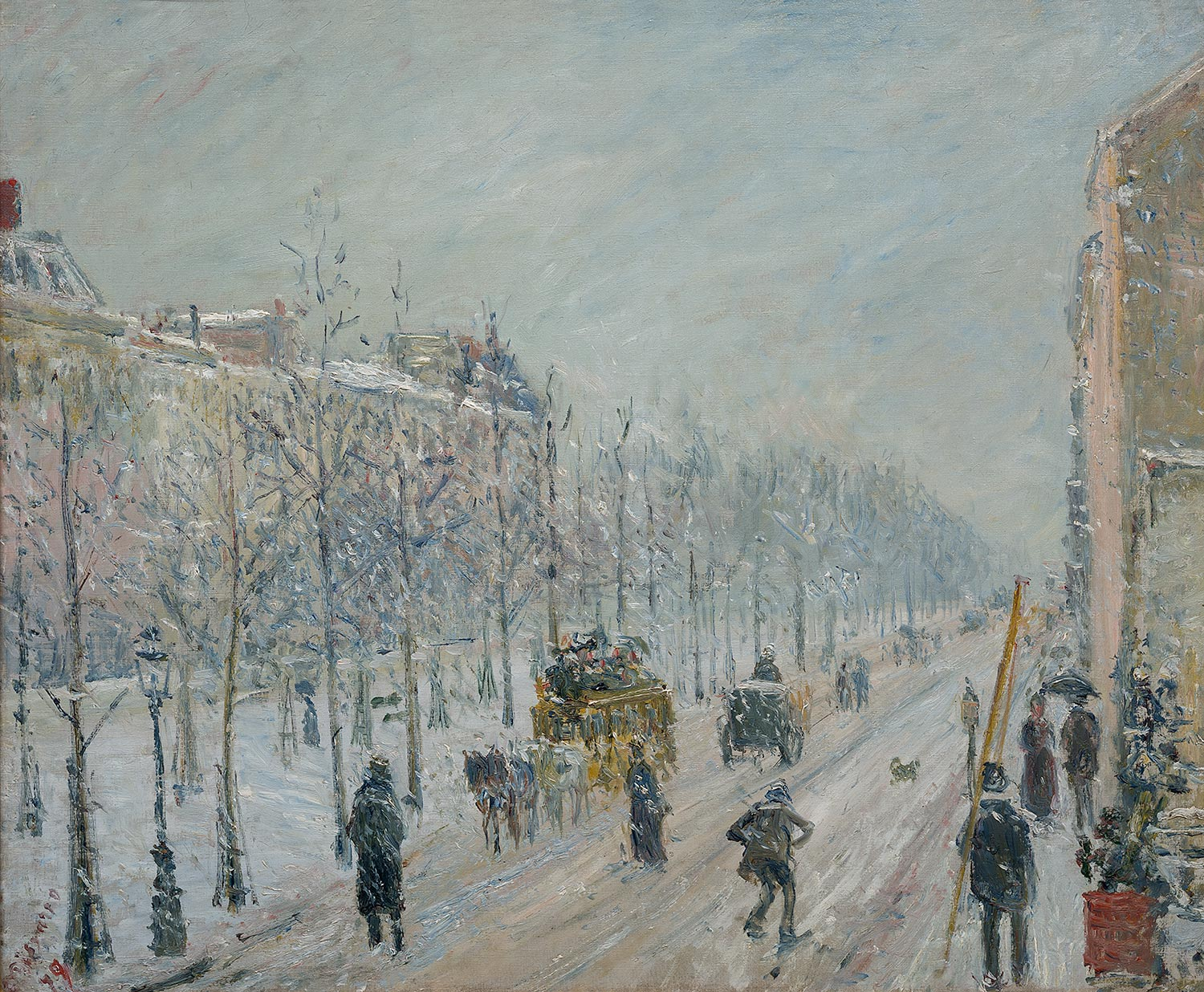
172 : Effet de soleil. Boulevard Clichy (Esquisse) ?
173 : Sous bois en été
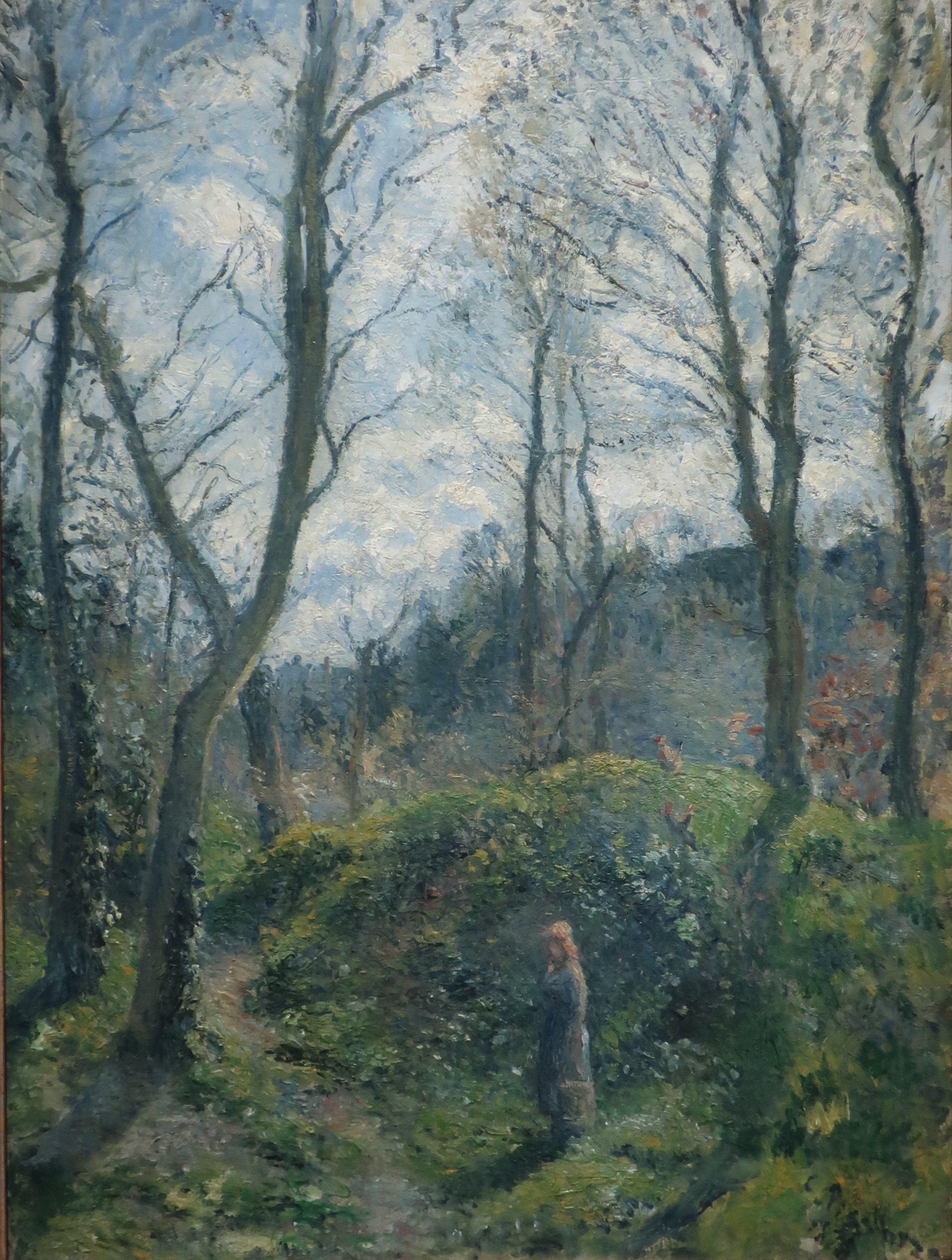
178 : Paysage en février (Femme revenant de la Fontaine)
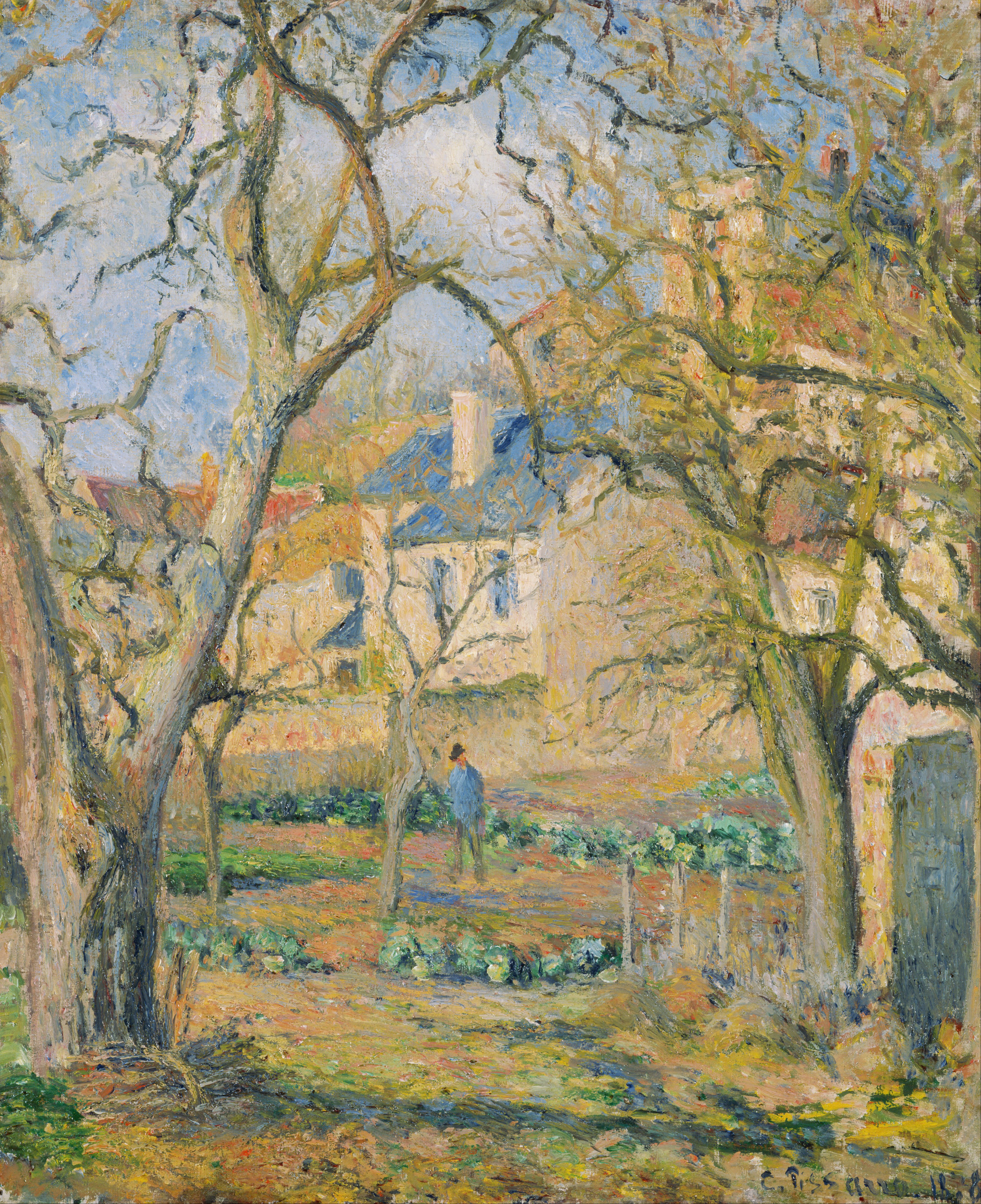
180 : Le Potager ?
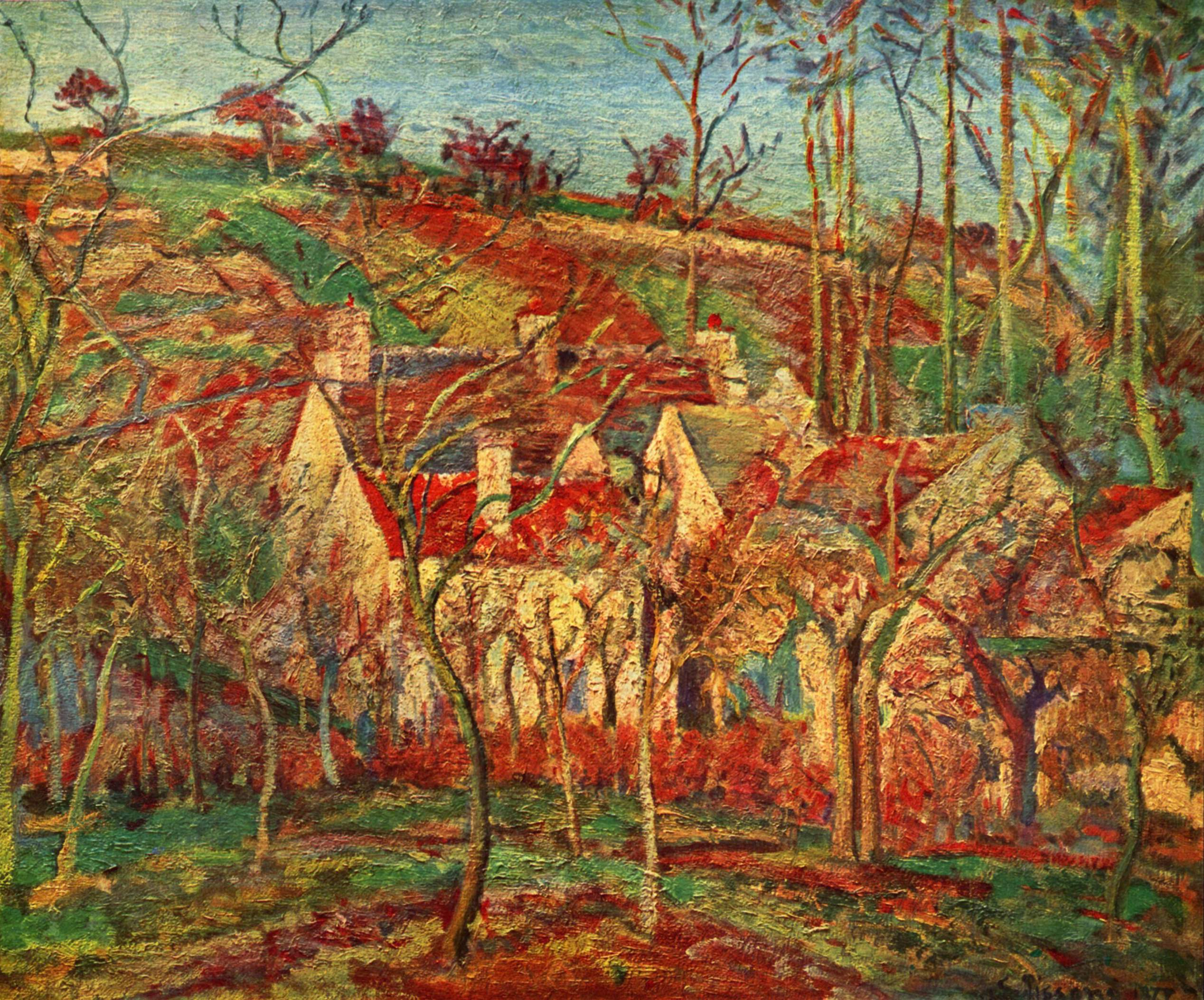
181 : L'Hermitage. Vue de ma fenêtre
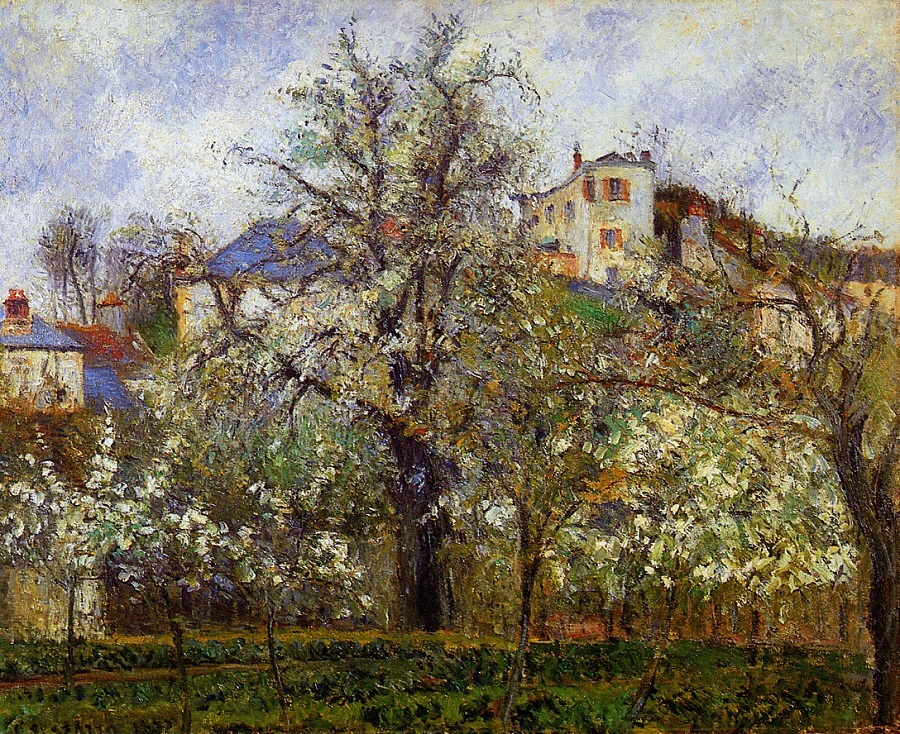
182 : Vue de l'Hermitage (nl)
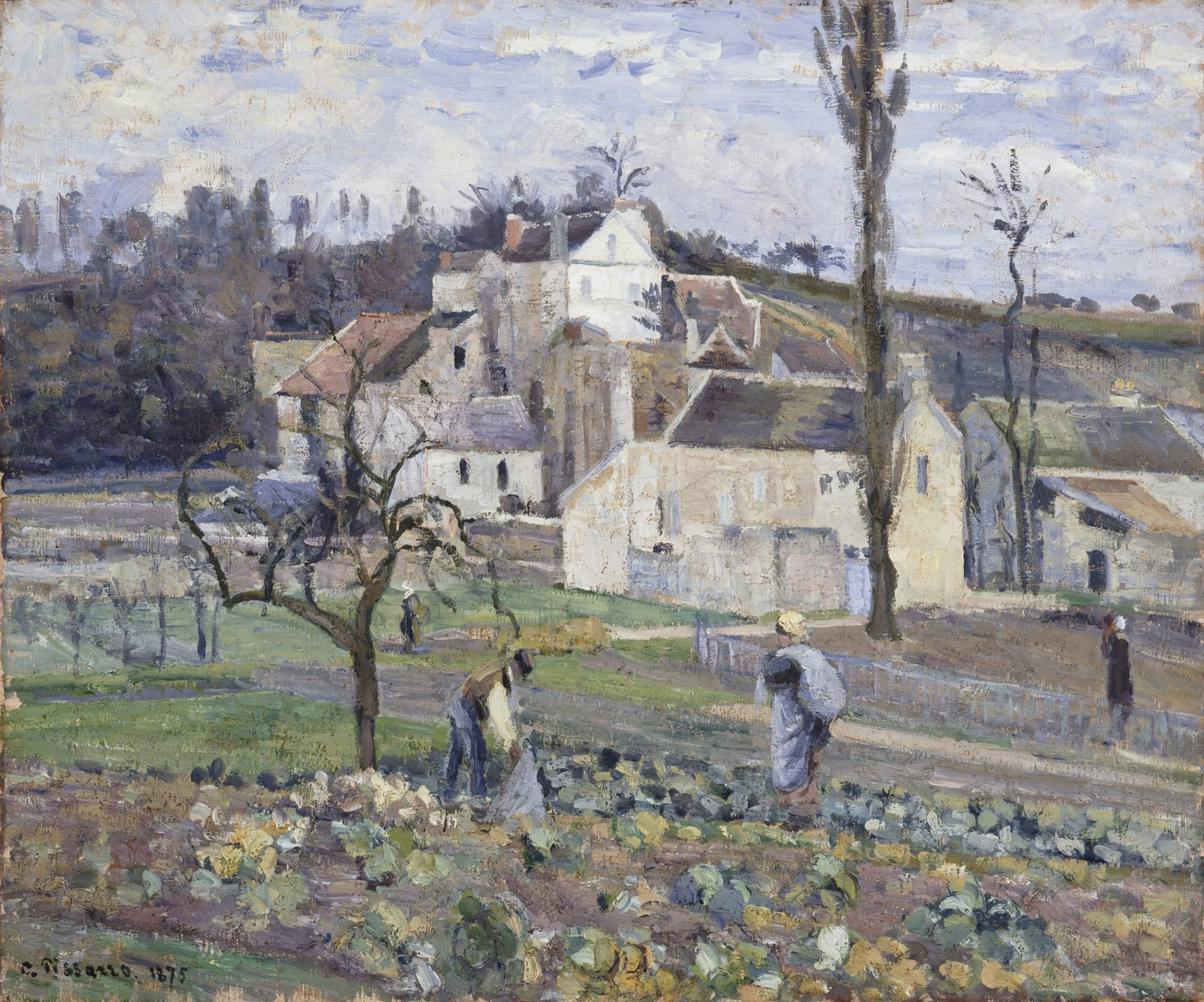
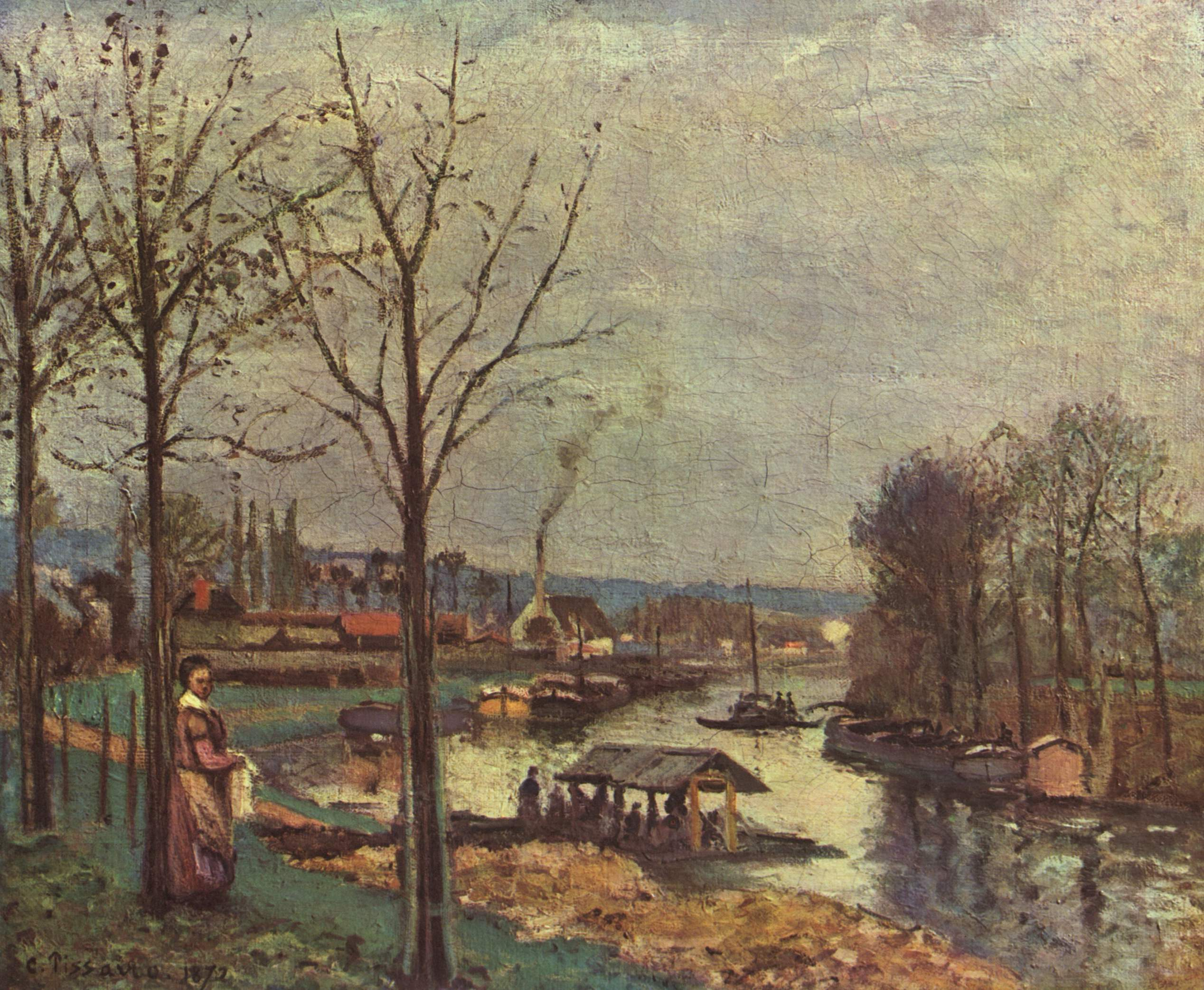
186 : Port-Marly

### Henri Rouart
Henri Rouart présente 23 œuvres : neuf tableaux et quatorze dessins.
- Tableaux :
  - 205 : À Gèdres (Basses-Pyrénées)
  - 206 : Royat dans son nid
  - 207 : Un coin du château de Monaco
  - 208 : Château de Fleury
  - 209 : Bords du Loir
  - 210 : Paysanne
  - 211 : Au Bas-Bréau
  - 212 : Au Vieux-Caire (Égypte)
  - 213 : À Boulac (Égypte)
- Dessins :
  - 214 : Château de Tour-Noël
  - 215 : Royat
  - 216 : Châteldon
  - 217 : Château de Châteldon
  - 218 : Thiers
  - 219 : Vue prise de Pau
  - 220 : Sous les frênes
  - 221 : Port de Melun
  - 222 : Cour de ferme
  - 223 : Plaine de Brie
  - 224 : Sous les châtaigniers
  - 225 : Crozant
  - 226 : Crozant
  - 227 : Crozant

### Henry Somm
Henry Somm présente trois œuvres :
- Gravures à la pointe sèche :
  - 228 : Calendrier de 1878
  - 229 : Calendrier de 1879
- Dessins à la plume :
  - 230 : cadre présentant des dessins à la plume destinés à l'illustration du Livre des Baisers de Victor Billaud

### Charles Tillot
Charles Tillot présente 12 tableaux :
- 231 : Plage à marée basse
- 232 : Falaises à Villers-sur-Mer
- 233 : Fleurs de printemps
- 234 : Pivoines et Iris
- 235 : Pivoines, Coquelicots, etc.
- 236 : Pavots et Coquelicots
- 237 : Fleurs dans un vase persan
- 238 : Printemps' et Automne (deux tableaux sous le même numéro)
- 239 : Jeune Paysanne
- 240 : Tête de jeune fille
- 241 : Vue de la rue de Barbizon

### Federico Zandomeneghi
Federico Zandomeneghi présente cinq tableaux :
- 242 : Portrait de M. Diego Martelli (galerie d'Art moderne de Florence[124])
- 243 : Portrait de M. C...
- 244 : Un canal de Venise
- 245 : Une industrie vénitienne
- 246 : Violettes d'hiver

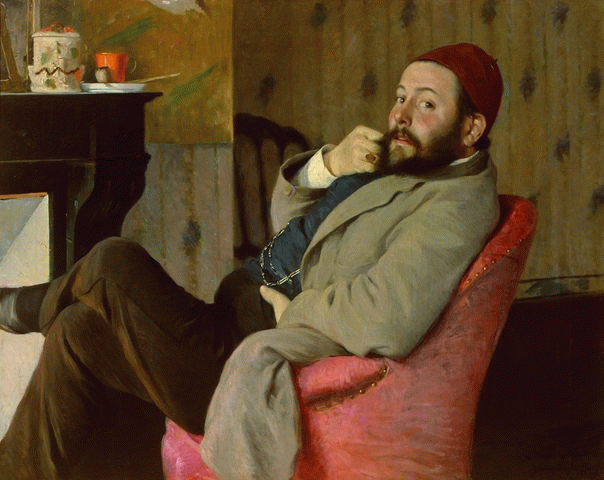
242 : Portrait de M. Diego Martelli